# Prostantheroideae
Prostantheroideae Luerss., 1882 è una sottofamiglia di piante spermatofite dicotiledoni appartenenti alla famiglia delle Lamiaceae (ordine delle Lamiales).

## Etimologia
Il nome della sottofamiglia deriva da un suo genere Prostanthera Labill., 1806 il cui nome deriva dal greco antico e fa riferimento alle particolari appendici cui le antere sono provviste.
Il nome scientifico della sottofamiglia è stato definito per la prima volta dal botanico Christian Luerssen (Brema, 6 maggio 1843 – Charlottenburg, 28 giugno 1916) nella pubblicazione "Handbuch der Systematischen Botanik - 2: 1014, 1016" del 1882.

## Descrizione

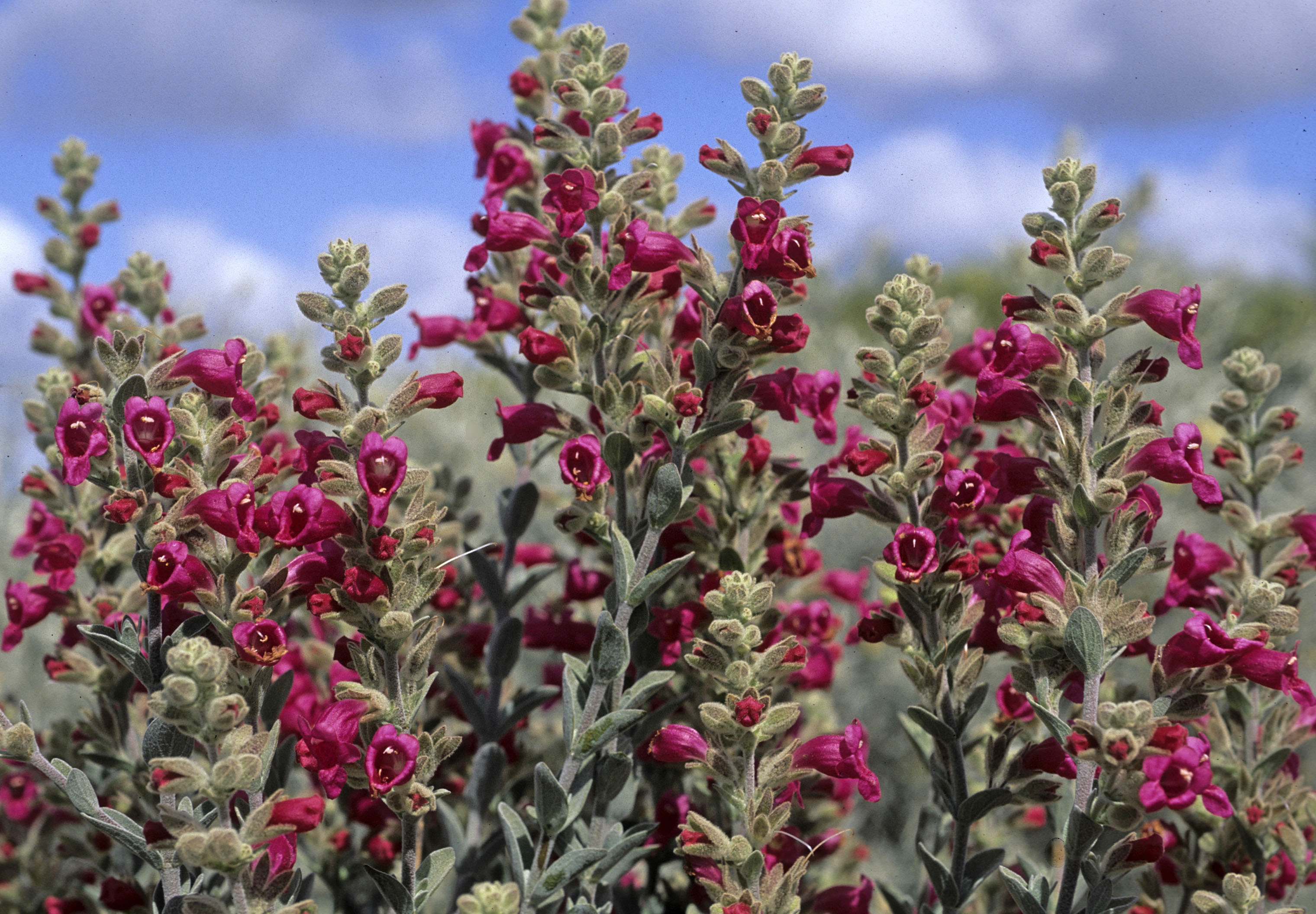
Il portamento
Dasymalla terminalis

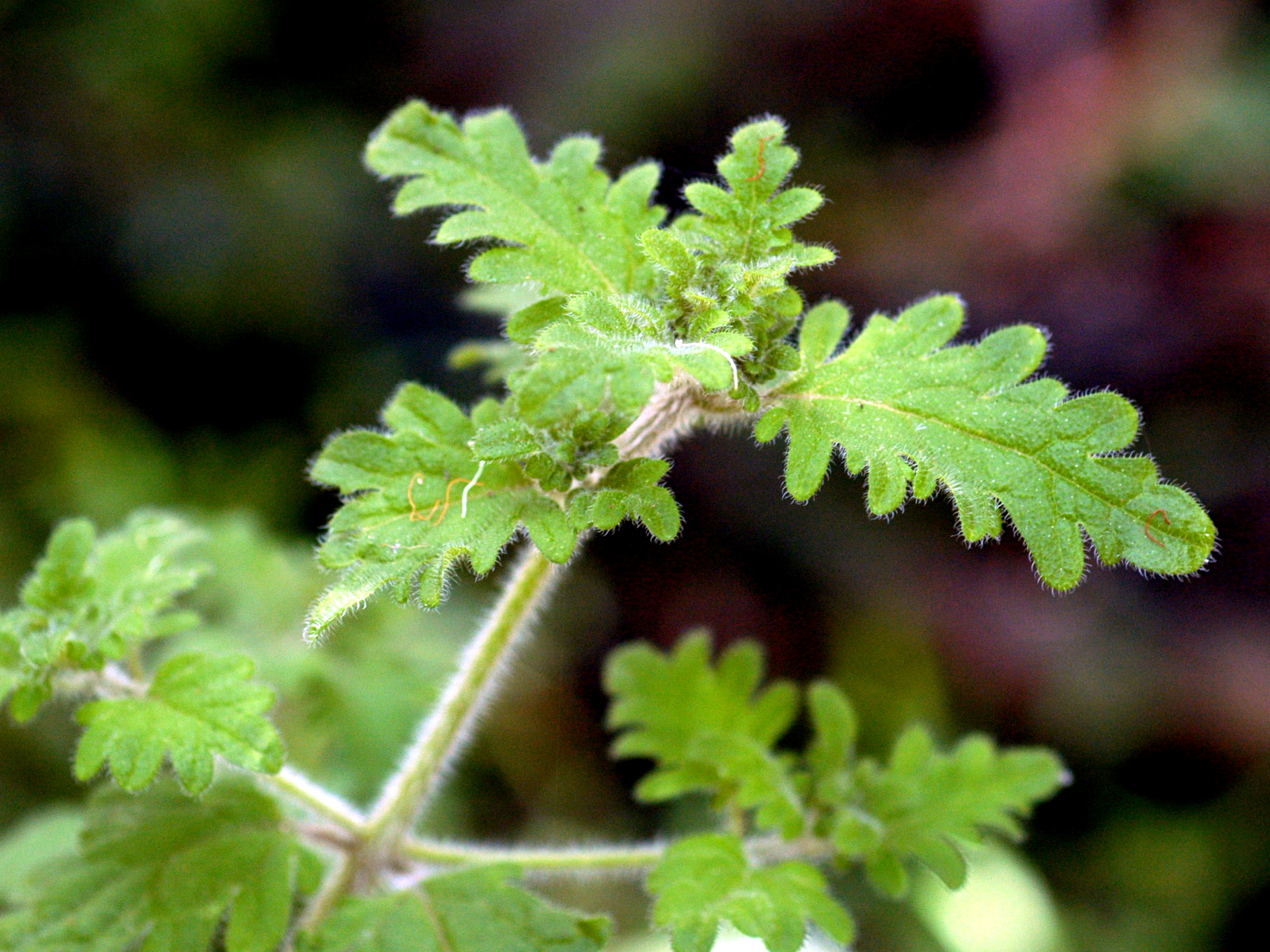
Le foglie
Prostanthera askania

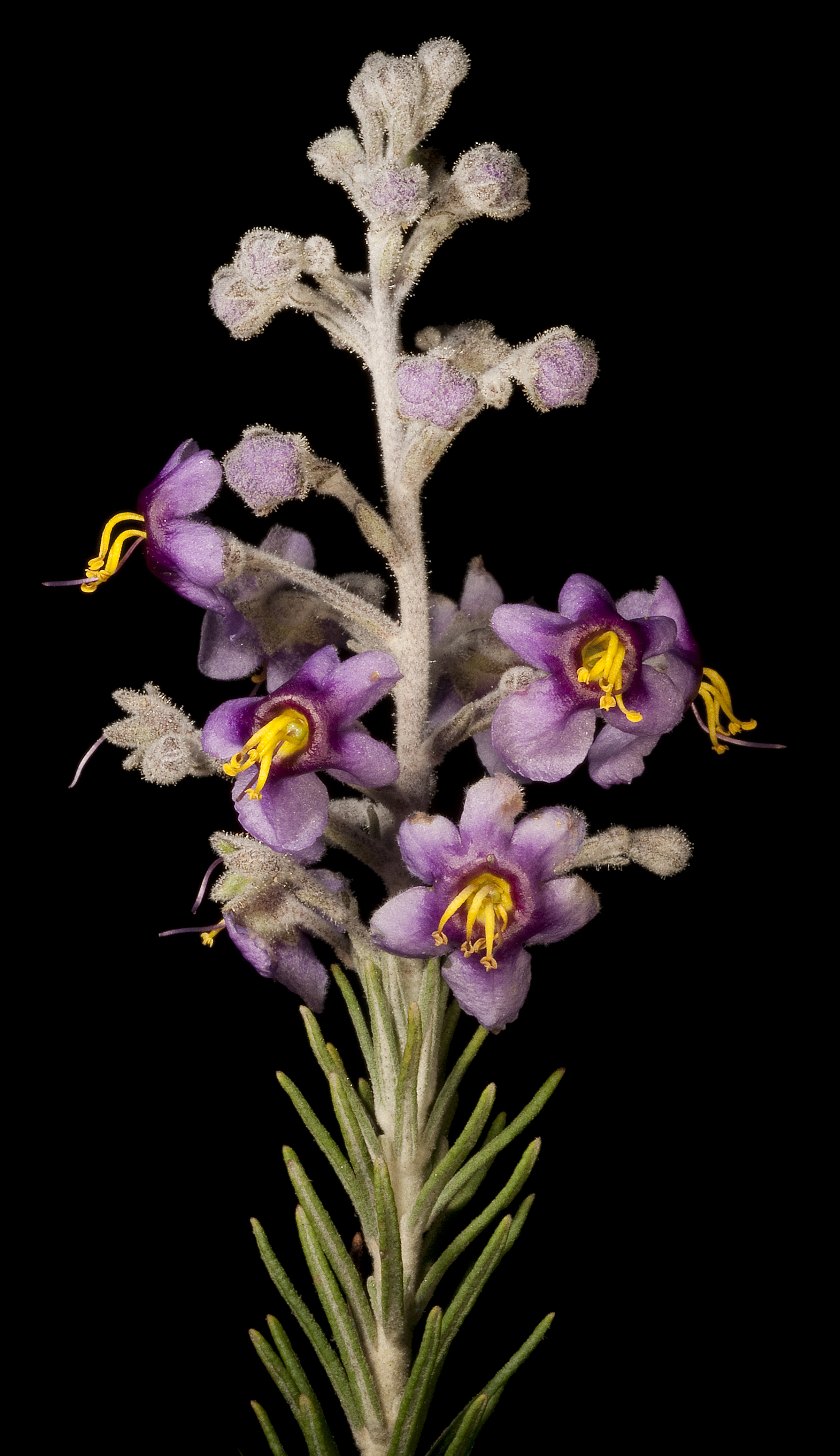
Infiorescenza
Brachysola coerula

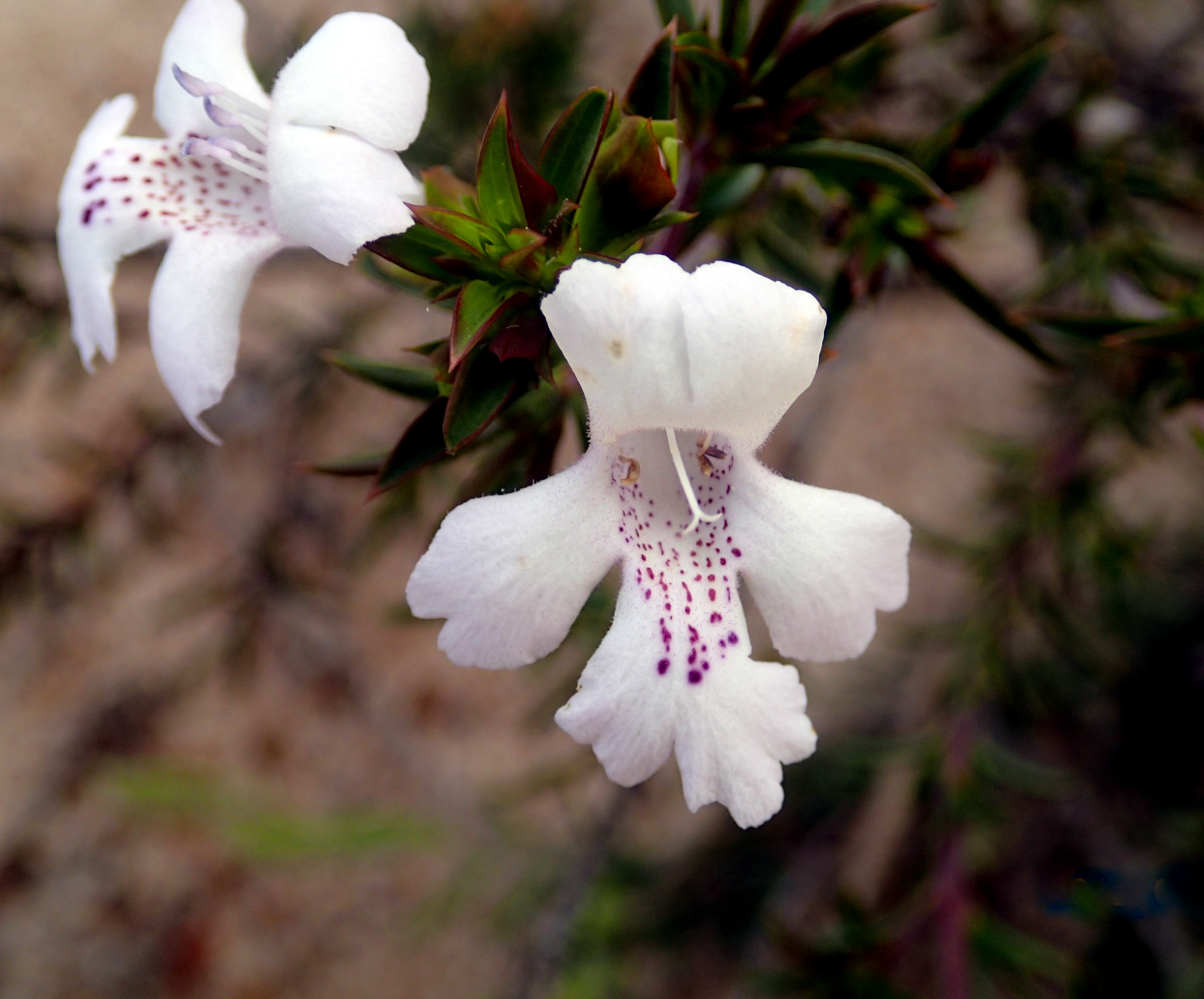
I fiori
Hemiandra leiantha

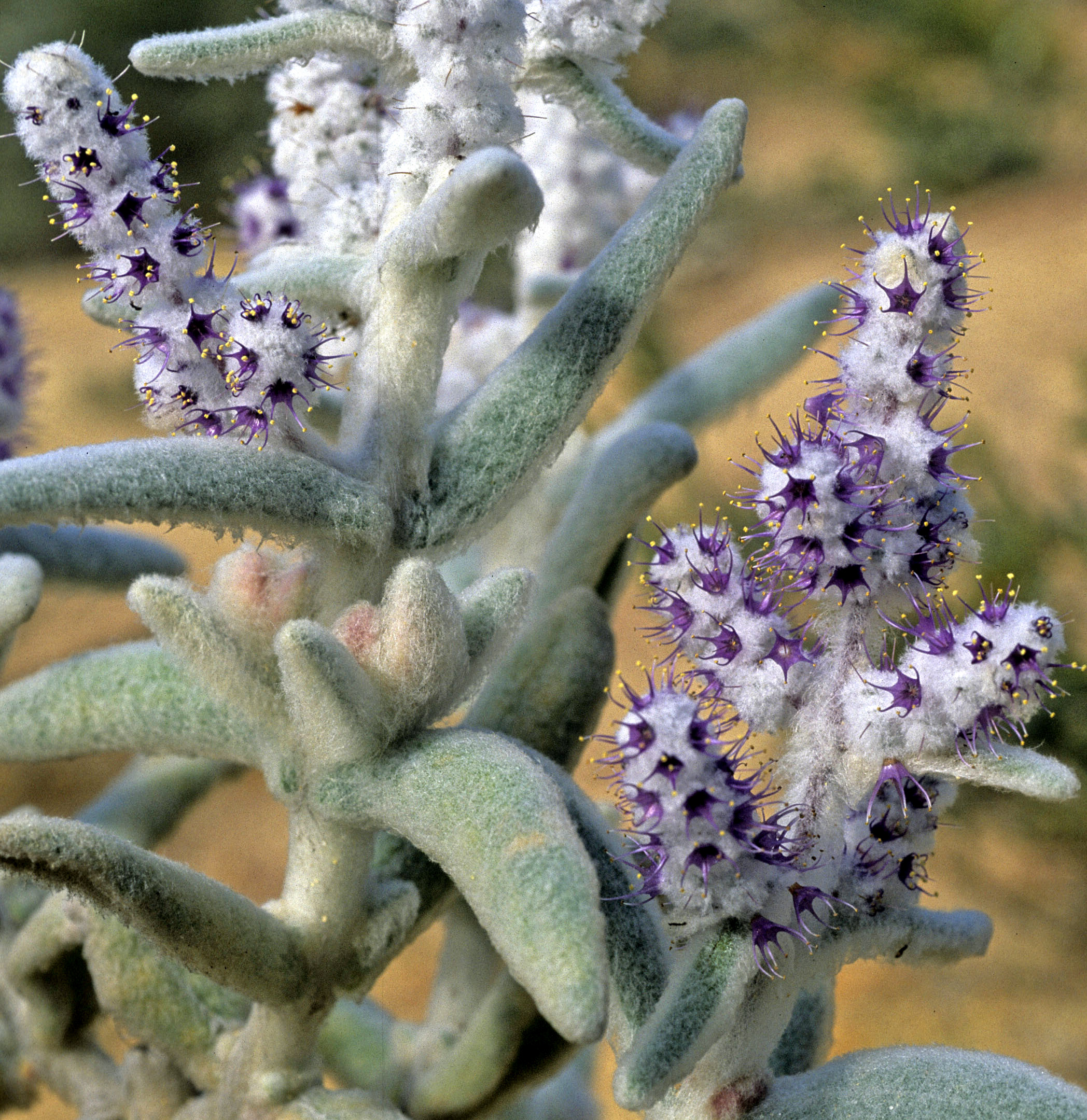
Lachnostachys verbasciflolia

- Le specie di questa sottofamiglia hanno un portamento arbustivo (o subarbustivo) con cicli biologici perenni, sono presenti anche piccoli alberi. Normalmente non sono piante aromatiche a parte alcune eccezioni. L'indumento spesso è lanoso formato da peli stellati o variamente ramificati, tricomi dendroidi, mentre altre specie sono ricoperte da scaglie peltate oppure semplicemente sono glabre). La sezione dei fusti in genere è arrotondata, ma sono presenti anche fusti con sezione quadrangolare a causa della presenza di fasci di collenchima posti nei quattro vertici (spesso nelle parti distali della pianta).[3][7][8][9]
- Le foglie lungo il fusto sono disposte in modo opposto e ogni verticillo è alternato rispetto al precedente; spesso la disposizione è tipo decussato. I verticilli sono composti da 3 - 6 foglie, picciolate o sessili, a volte decorrenti. La forma della lamina è intera con contorno da ovato a ellittico. La superficie può essere bollosa o rugosa; altre volte le foglie sono pungenti.
- Le infiorescenze sono delle cime peduncolate di tipo tirsoide o tipo spiga, portate in vari verticilli ascellari sovrapposti lungo il fusto. Ogni verticillo è composto da alcuni fiori sessili (o brevemente pedicellati) poggianti su alcune brattee di tipo fogliaceo. Possono essere presenti delle bratteole (quasi sempre sono 2).
- I fiori sono ermafroditi, zigomorfi, tetrameri (4-ciclici), ossia con quattro verticilli (calice – corolla - androceo – gineceo) e pentameri (5-meri: la corolla e il calice sono a 5 parti).

- Formula fiorale. Per la famiglia di queste piante viene indicata la seguente formula fiorale:

X, K (5), [C (2+3), A 2+2] G (2), (supero), drupa, 4 nucule
- Calice: il calice è gamosepalo con base in genere tubulosa (o anche campanulata) e terminante con 5 lobi più o meno regolari (calice attinomorfo). In Mallophora e Physopsis i lobi sono 4 profondamente divisi; mentre in Newcastelia i lobi sono 6 e in Lachnostachys sono 8 (tutti generi della tribù Chloantheae). In altre specie il calice è più o meno bilabiato (calice zigomorfo). La superficie del calice è pelosa; in alcuni casi è densamente lanosa.

- Corolla: la corolla gamopetala è un tubo con forme da cilindriche a imbuto o campanulate terminante con 5 lobi più o meno regolari (corolla attinomorfa come in Dicrastylis, tribù Chloantheae), oppure più usualmente è bilabiata (corolla zigomorfa) con struttura 2/3. In Mallophora e Physopsis i lobi sono 4; mentre in Newcastelia i lobi sono 6 e in Lachnostachys sono 8 (tribù Chloantheae). Il labbro posteriore è eretto, proteso in avanti, quello anteriore è usualmente patente con il lobo mediano bifido e più grande. La corolla in genere è pubescente. I colori sono bianco, malva pallido, verde bluastro, verde giallastro, rosso porpora, blu profondo, rosso o rosa, occasionalmente gialla.

- Androceo: l'androceo possiede da quattro o otto stami, ridotti a volte a due soli fertili e due staminoidi. In Dicrastylis (tribù Chloantheae) gli stami sono 5; mentre in Newcastelia  sono 6;  in Lachnostachys gli stami sono 8 (tribù Chloantheae). Gli stami sono adnati alla corolla e possono essere inseriti a metà corolla oppure vicino alla base del tubo della corolla. Gli stami sporgono oppure no dalla corolla. Le antere dorsofisse hanno una-due teche distinte e sono libere nella metà inferiore; a volte una teca è sterile e simile ad un dente. Il tessuto connettivo delle antere è mancante delle appendici basali, oppure il tessuto connettivo è allargato fino all'inserzione con i filamenti (tribù Westringieae ). La deiscenza delle antere è longitudinale. I granuli pollinici sono del tipo tricolpato o esacolpato o anche 8-colpato.

- Gineceo: l'ovario è supero formato da due carpelli saldati (ovario bicarpellare) ed è 4-loculare per la presenza di falsi setti divisori all'interno dei due carpelli. La placentazione è assile. Gli ovuli sono 4 (uno per ogni presunto loculo), hanno un tegumento e sono tenuinucellati (con la nocella, stadio primordiale dell'ovulo, ridotta a poche cellule). La forma è bilobata o non lobata o quadri-lobata (tribù Westringieae ). Lo stilo è inserito sopra l'ovario (stilopodio); lo stigma è normalmente bifido a due lobi (più o meno visibili).

- Il frutto è uno schizocarpo più o meno intero o lobato o composto da 2 o 4 nucule o mericarpi. Può essere secco e indeiscente.

## Riproduzione
- Impollinazione: l'impollinazione avviene tramite insetti tipo ditteri e imenotteri (impollinazione entomogama).[9][11]
- Riproduzione: la fecondazione avviene fondamentalmente tramite l'impollinazione dei fiori (vedi sopra).
- Dispersione: i semi cadendo a terra (dopo essere stati trasportati per alcuni metri dal vento – disseminazione anemocora) sono successivamente dispersi soprattutto da insetti tipo formiche (disseminazione mirmecoria).[12]  I semi hanno una appendice oleosa (elaisomi, sostanze ricche di grassi, proteine e zuccheri) che attrae le formiche durante i loro spostamenti alla ricerca di cibo.[13]

## Distribuzione e habitat
La sottofamiglia è endemica dell'Australia. L'habitat, prevalentemente in ambienti asciutti, è relativo (almeno per alcuni generi) alle zone costiere dell'Australia Occidentale (tropicale nella zona costiera settentrionale e temperato a sud-ovest), del Queensland, e del Nuovo Galles del Sud. (Victoria e Tasmania per Westringia).

## Tassonomia
La famiglia di appartenenza della sottofamiglia (Lamiaceae), molto numerosa con circa 250 generi e quasi 7000 specie, ha il principale centro di differenziazione nel bacino del Mediterraneo e sono piante per lo più xerofile (in Brasile sono presenti anche specie arboree). Per la presenza di sostanze aromatiche, molte specie di questa famiglia sono usate in cucina come condimento, in profumeria, liquoreria e farmacia. La famiglia è suddivisa in 7 sottofamiglie; la sottofamiglia Prostantheroideae è una di queste.

### Composizione della sottofamiglia
La sottofamiglia comprende 2 tribù, 16 generi e circa 280 specie.

#### Tribù Chloantheae
La tribù Chloantheae Benth. & Hook.f., 1876 comprende 10 generi e circa 140 specie:
- Brachysola (F. Muell.) Rye, 2000 (2 specie)
- Chloanthes R. Br., 1810 (4 specie)
- Cyanostegia Turcz., 1849 (5 specie)
- Dicrastylis J.L. Drumm. ex Harv., 1855 (26 specie)
- Hemiphora F. Muell., 1882 (una specie: Hemiphora elderi (F. Muell.) F. Muell.)
- Lachnostachys Hook., 1842 (6 specie)
- Mallophora Endl., 1838 (2 specie)
- Newcastelia F. Muell., 1856 (12 specie)
- Physopsis Turcz., 1849 (3 specie)
- Pityrodia R. Br., 1810 (circa 40 specie)

#### Tribù Westringieae
La tribù Westringieae Bartl., 1830 comprende 6 generi e circa 139 specie:
- Hemiandra R. Br., 1810 (7 specie)
- Hemigenia R. Br., 1810 (40 specie)
- Microcorys R. Br., 1810 (16 specie)
- Prostanthera Labill., 1806 (45 specie)
- Westringia Sm., 1797 (30 specie)
- Wrixonia F. Muell., 1876 (Una o due specie)

### Filogenesi
Entrambe le tribù di questa sottofamiglia sono monofiletiche. Nella tribù Chloantheae il genere Pityrodia è parafiletico e alcuni Autori propongono di suddividerlo in più generi ( Dasymalla Endl., 1839, Quoya Gaudich., 1828 e Muniria N.Streiber & B.J.Conn, 2011). Anche i generi Hemigenia e Microcorys della tribù Westringieae sono parafiletici. All'interno della famiglia, sempre da un punto di vista filogenetico, la sottofamiglia Prostantheroideae occupa una posizione intermedia tra le sottofamiglie Ajugioideae e Nepetoideae.

### Chiave per le tribù
Per meglio comprendere ed individuare le 2 tribù l'elenco seguente utilizza in parte il sistema delle chiavi analitiche (vengono cioè indicate solamente quelle caratteristiche utili a distingue una tribù dall'altra).
- Tribù Chloantheae: lo stilo è derivato dall'ovario non lobato; gli stami sono 4 - 8 o 2 fertili e 2 staminoidi (in Hemiphora); l'indumento normalmente è formato da peli stellati, ramificati, oppure da scaglie peltate (in Pityrodia ) ma anche può essere assente e il calice (alla fruttificazione) è allargato e dentato (in Cyanostegia).
- Tribù Westringieae: lo stilo è derivato tra i 4 lobi dell'ovario; gli stami sono 4 o 2 fertili e 2 staminoidi; l'indumento normalmente è formato da peli semplici, raramente sono ramificati, oppure le piante sono glabre.

## Alcune specie

### Tribù Chloantheae

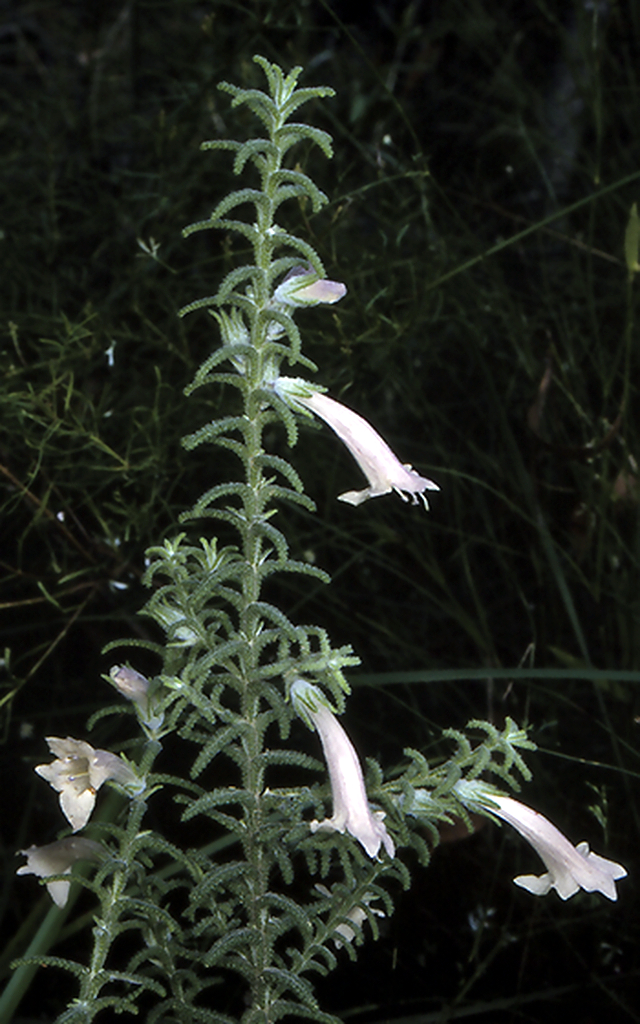
Chloanthes stoechadis
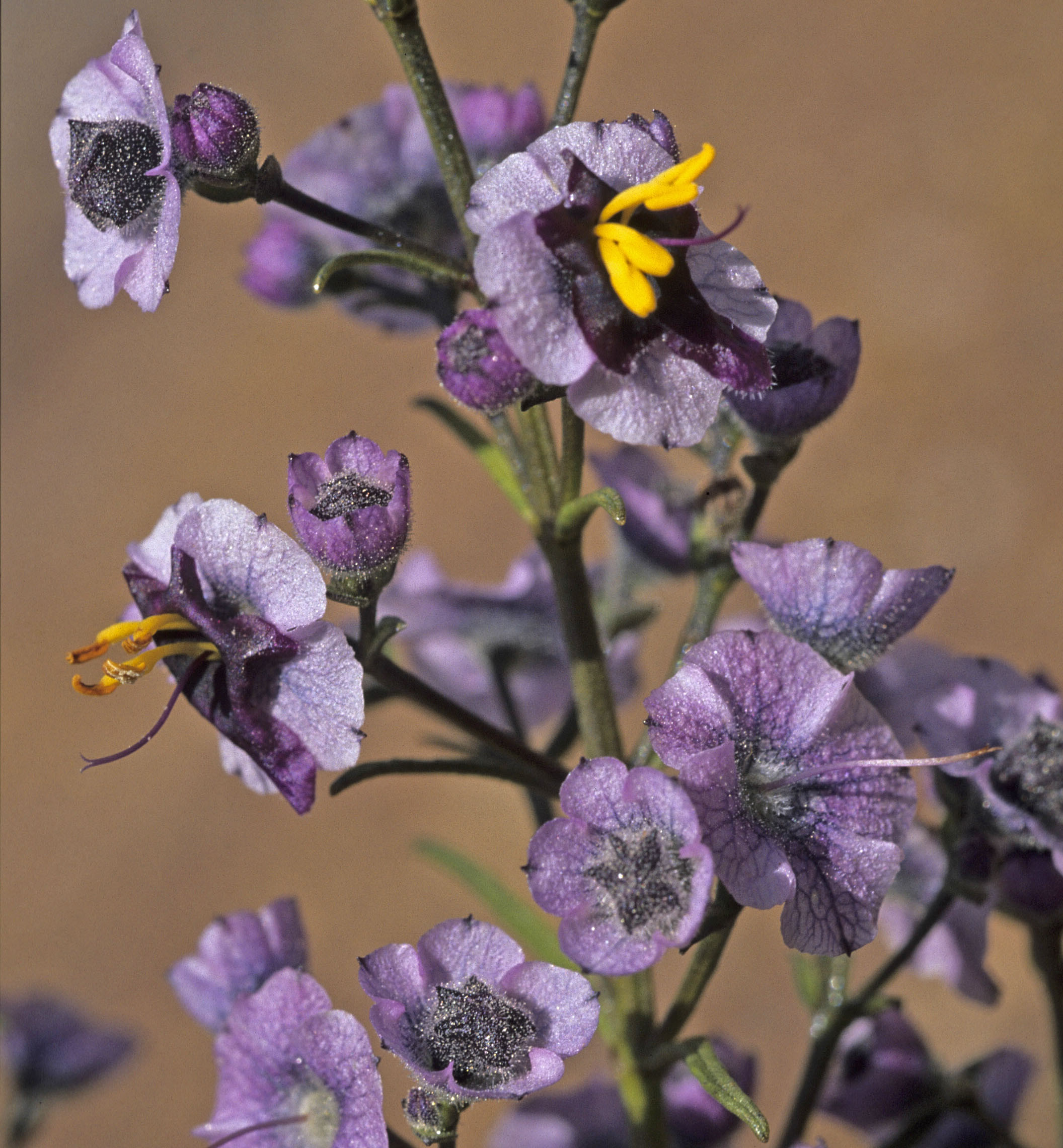
Cyanostegia angustifolia
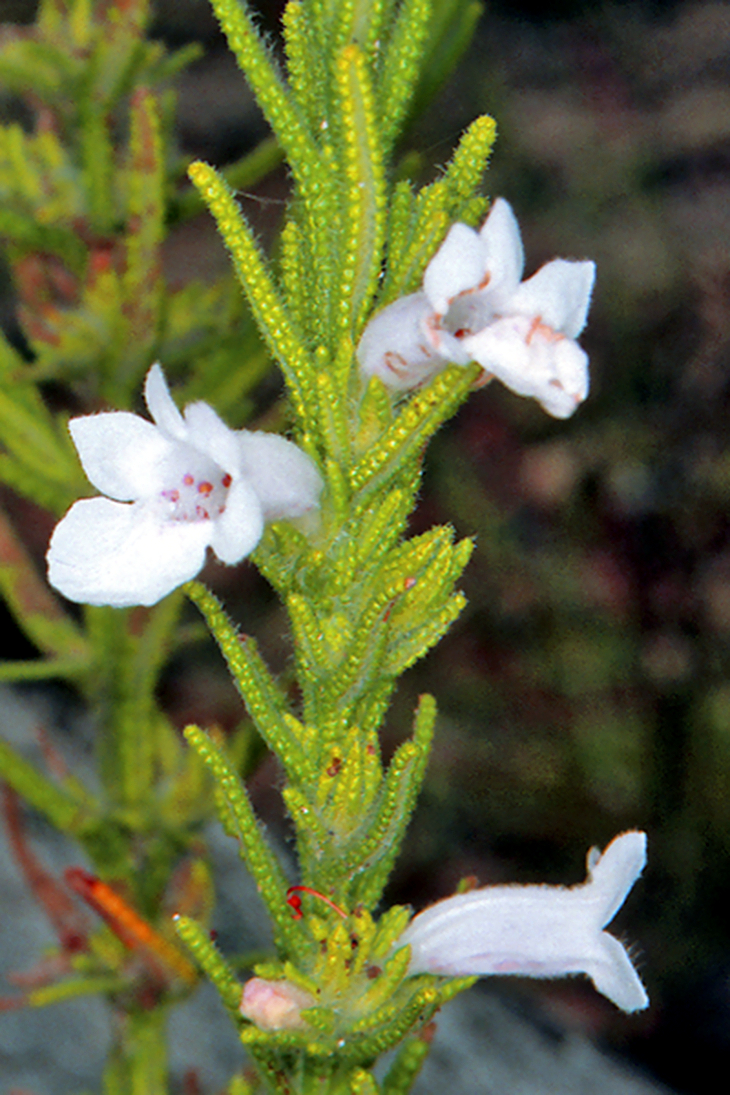
Chloanthes parviflora
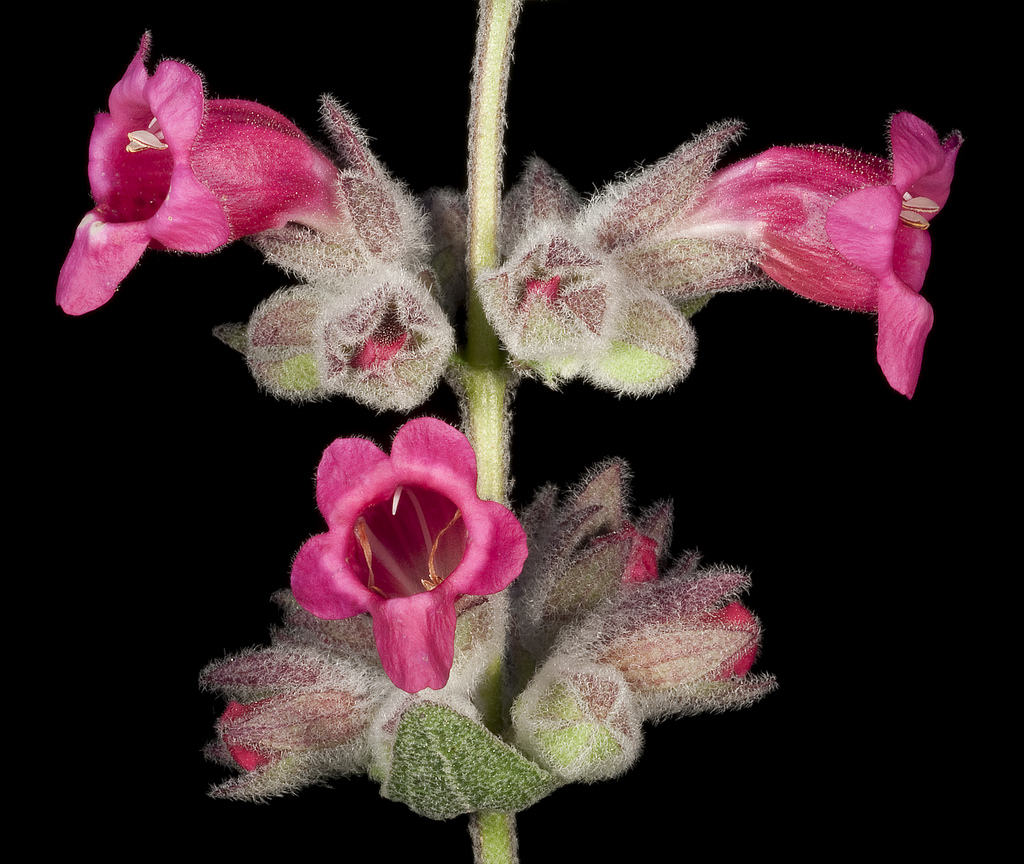
Dasymalla terminalis
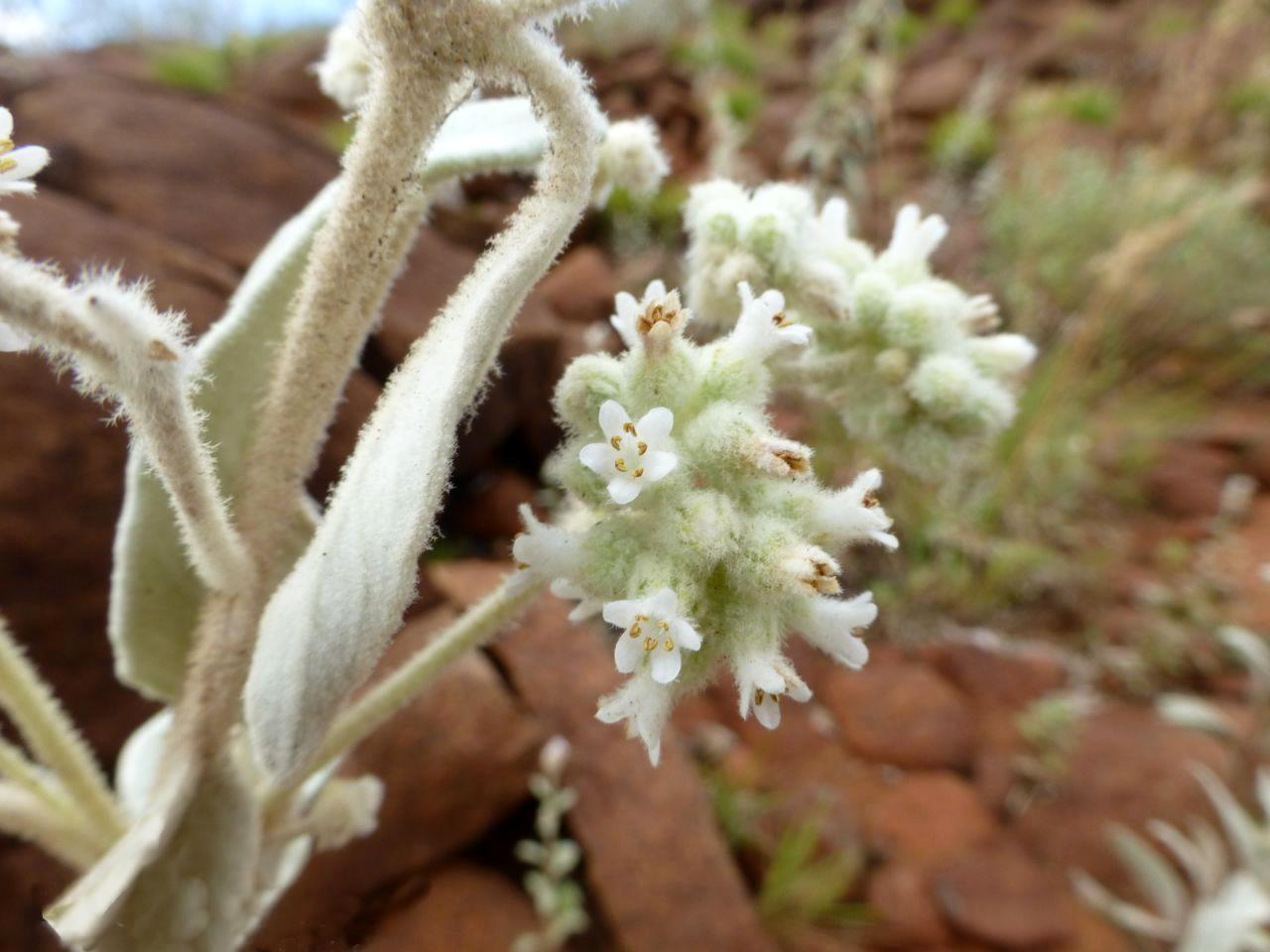
Dicrastylis gilesii
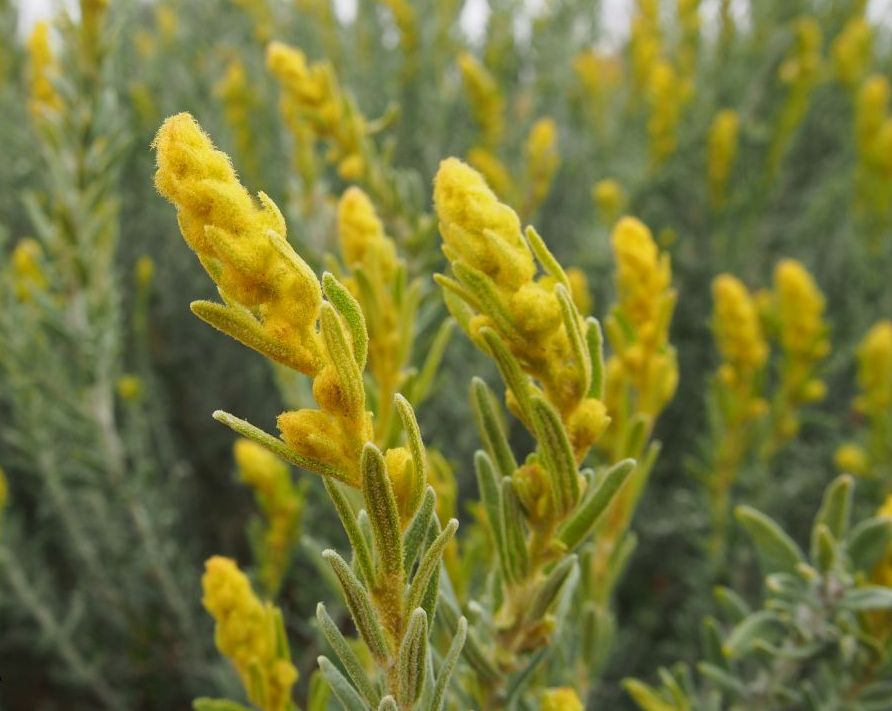
Dicrastylis beveridgei
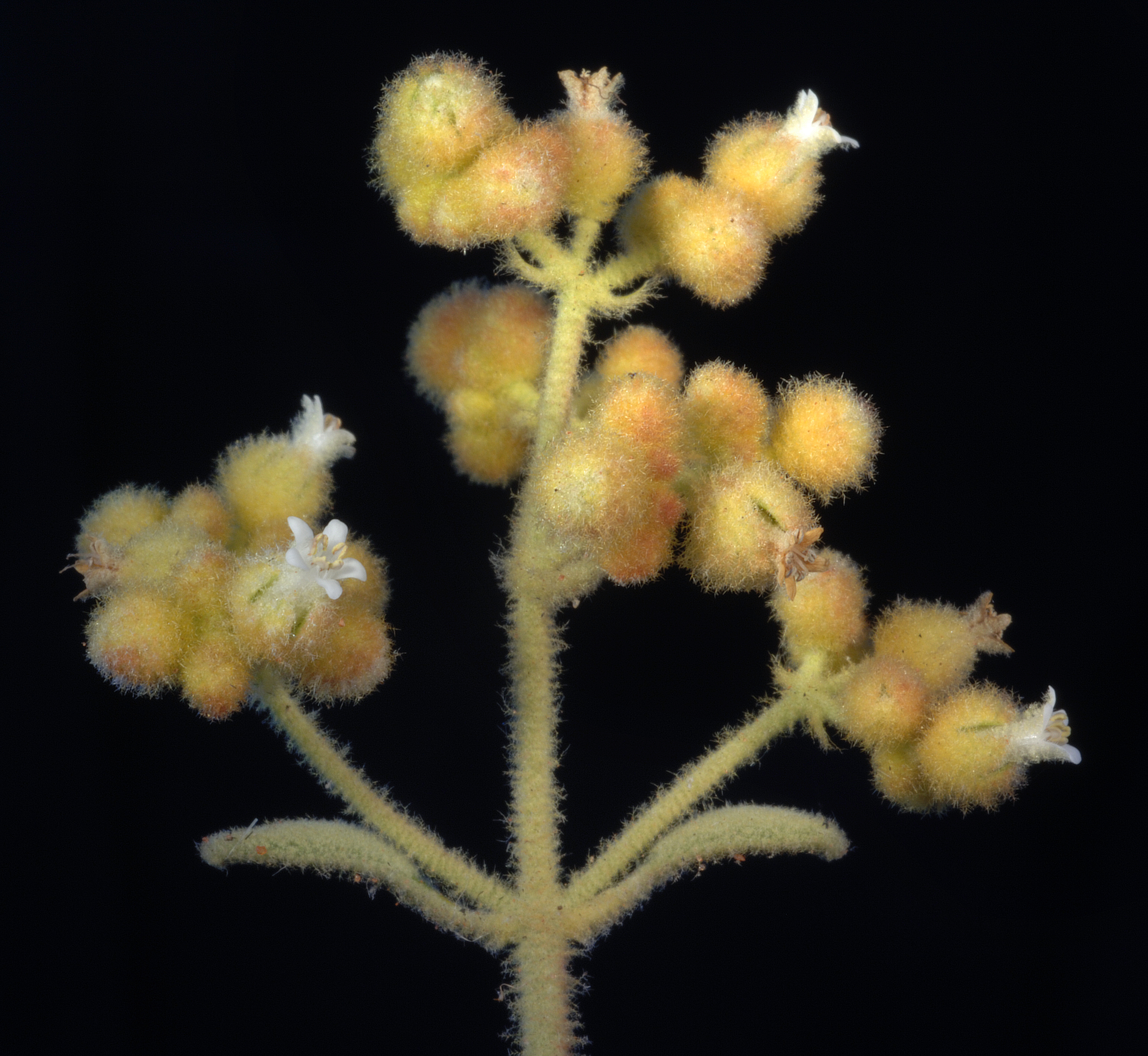
Dicrastylis exsuccosa
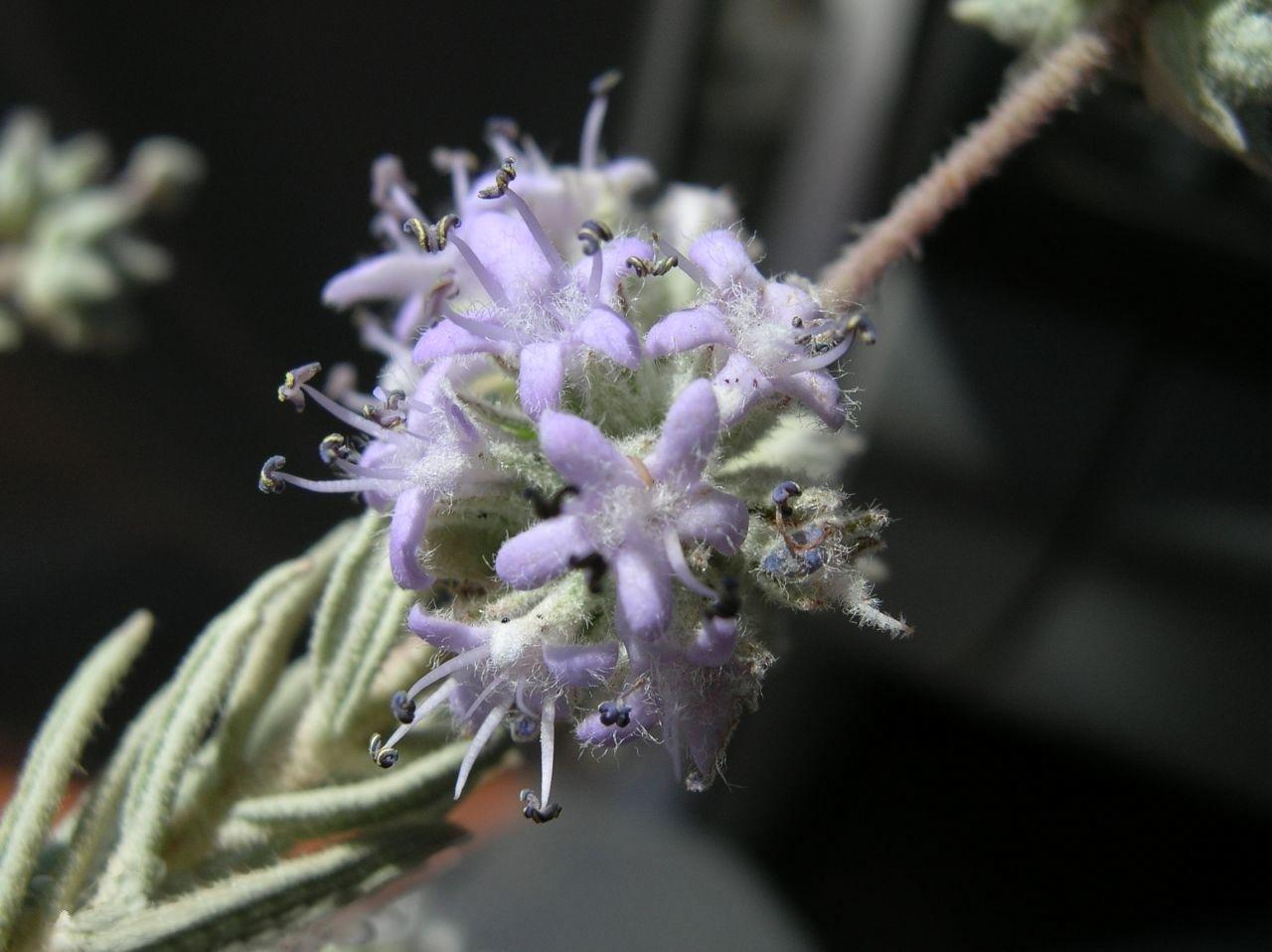
Dicrastylis lewellinii
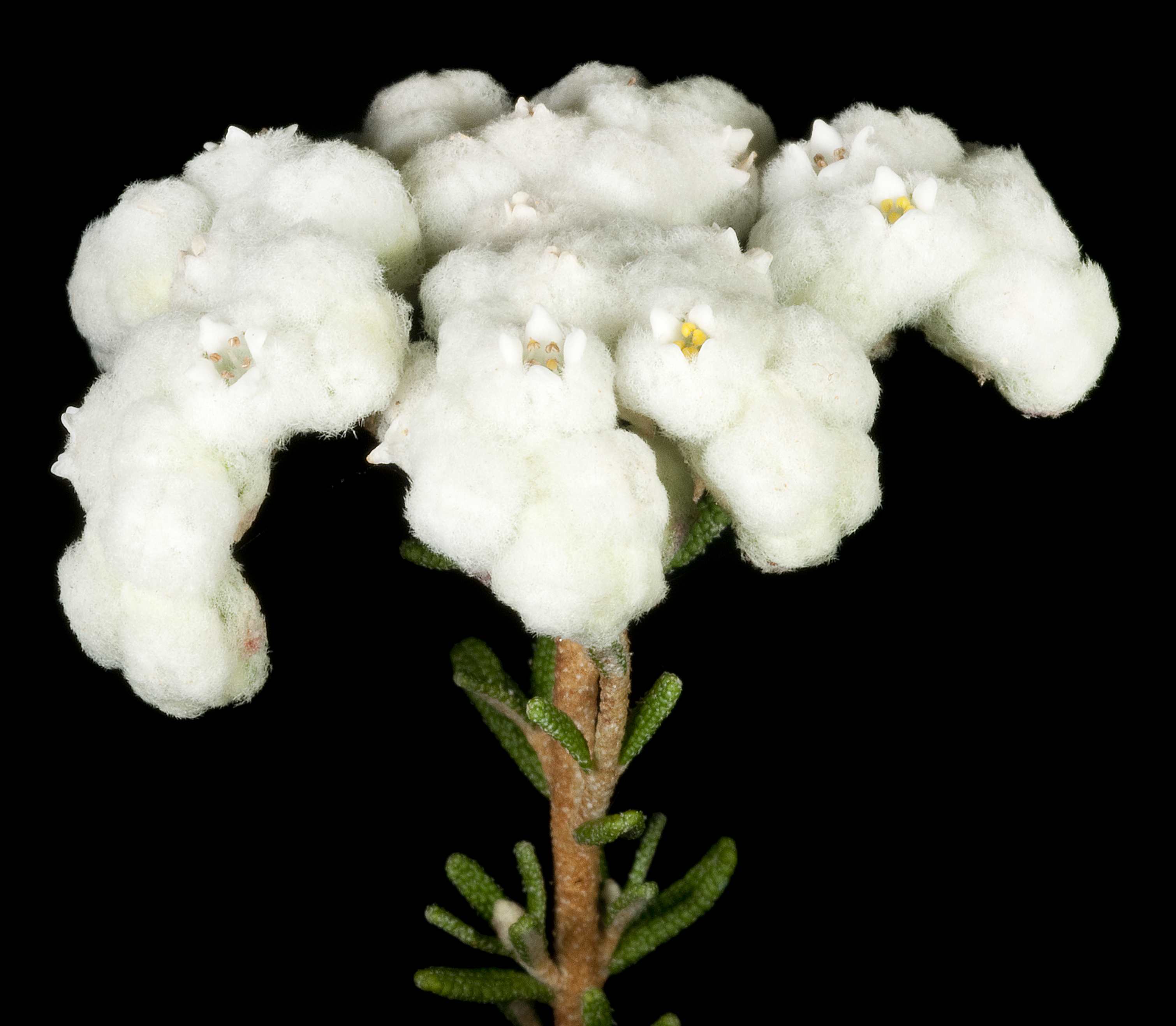
Dicrastylis rugosifolia
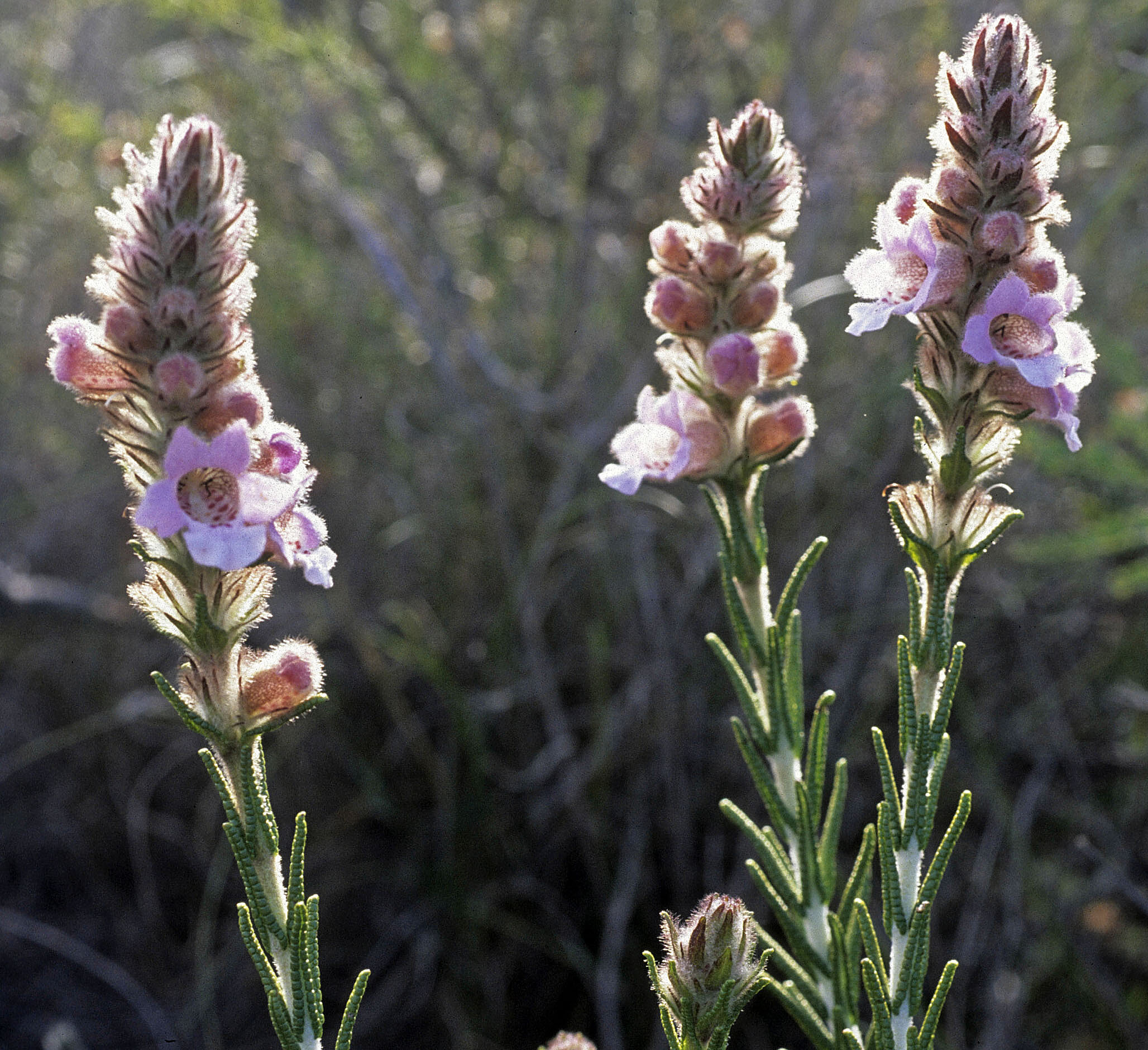
Hemiphora bartlingii
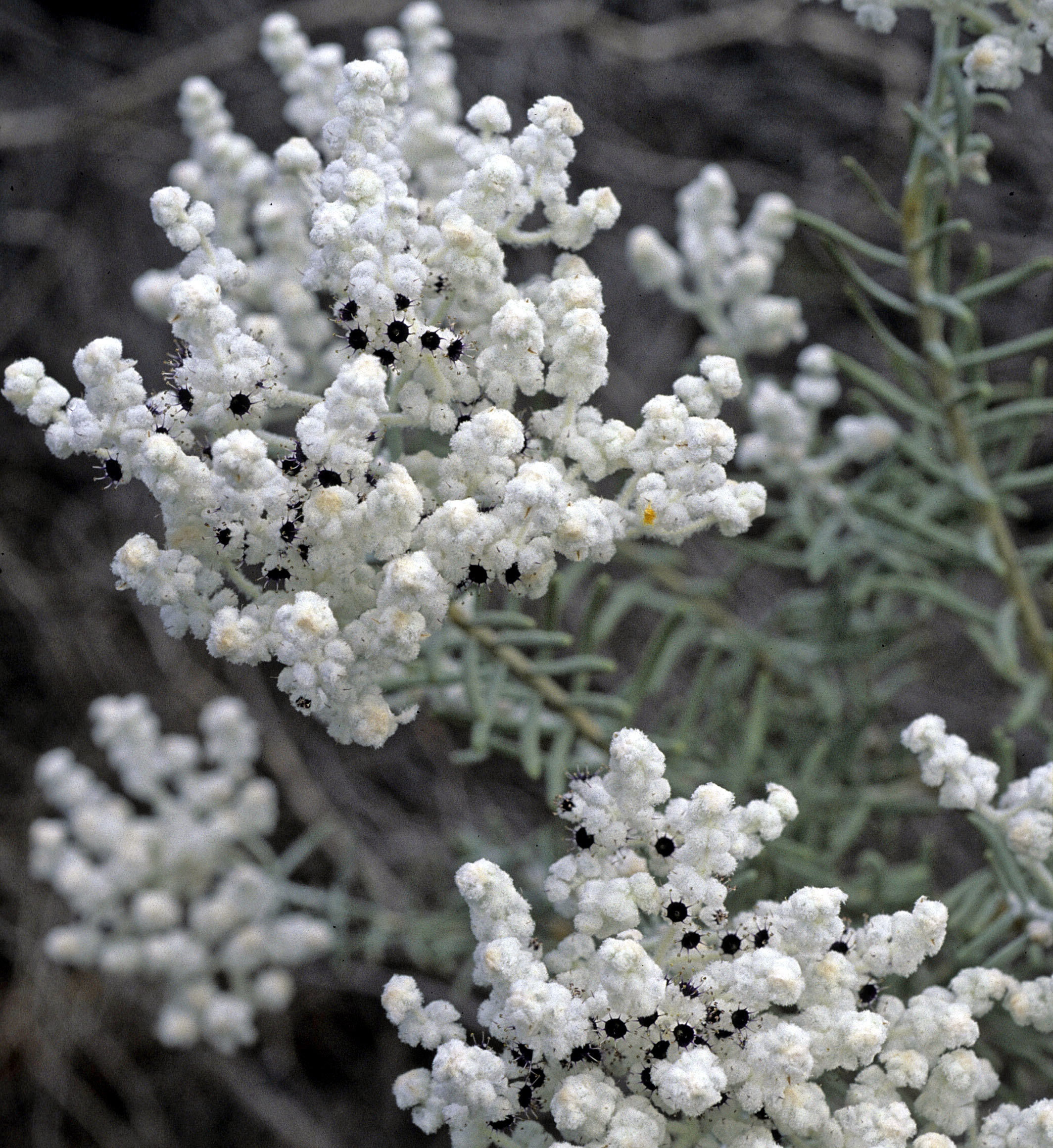
Lachnostachys eriobotrya
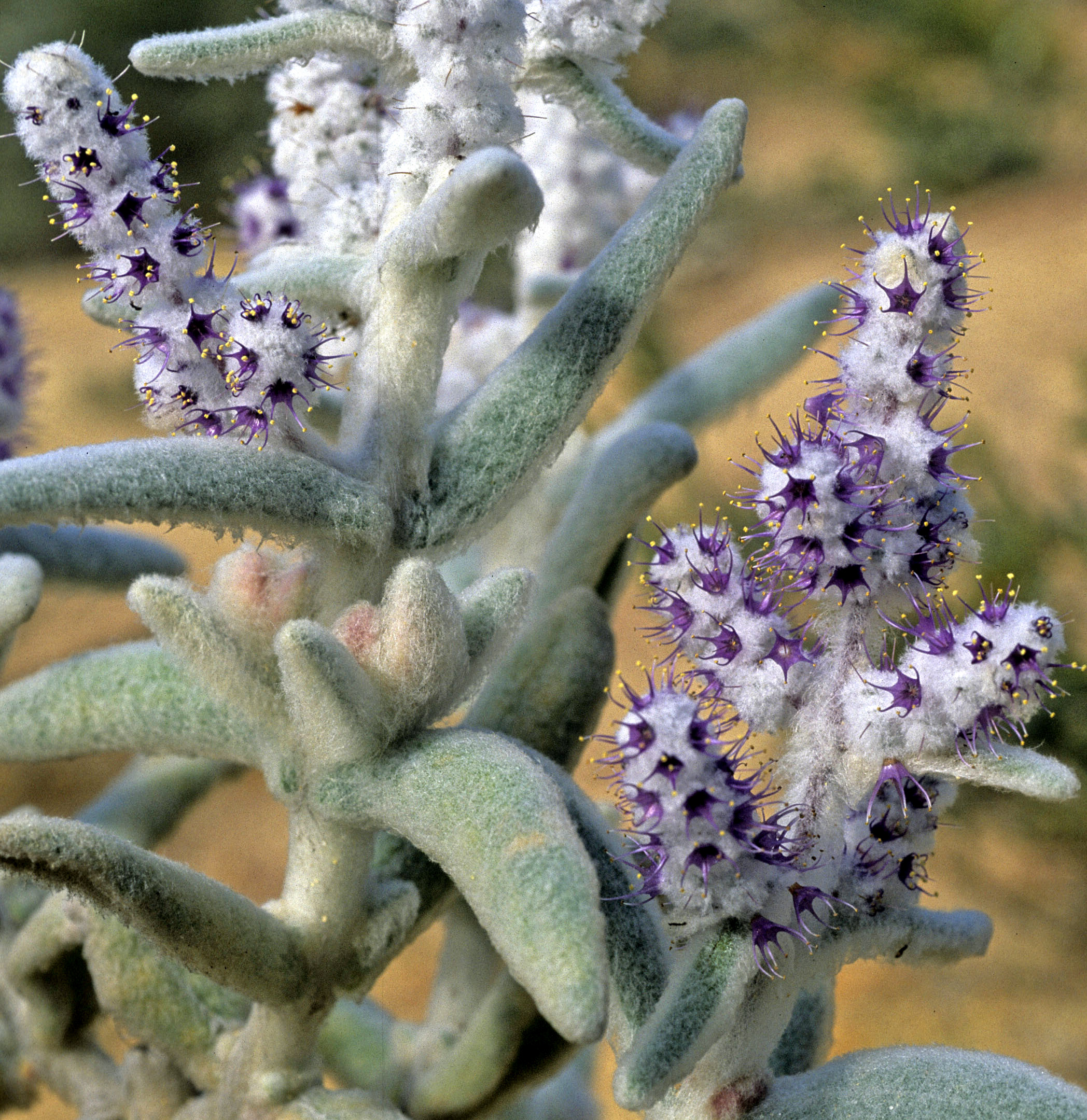
Lachnostachys verbasciflolia
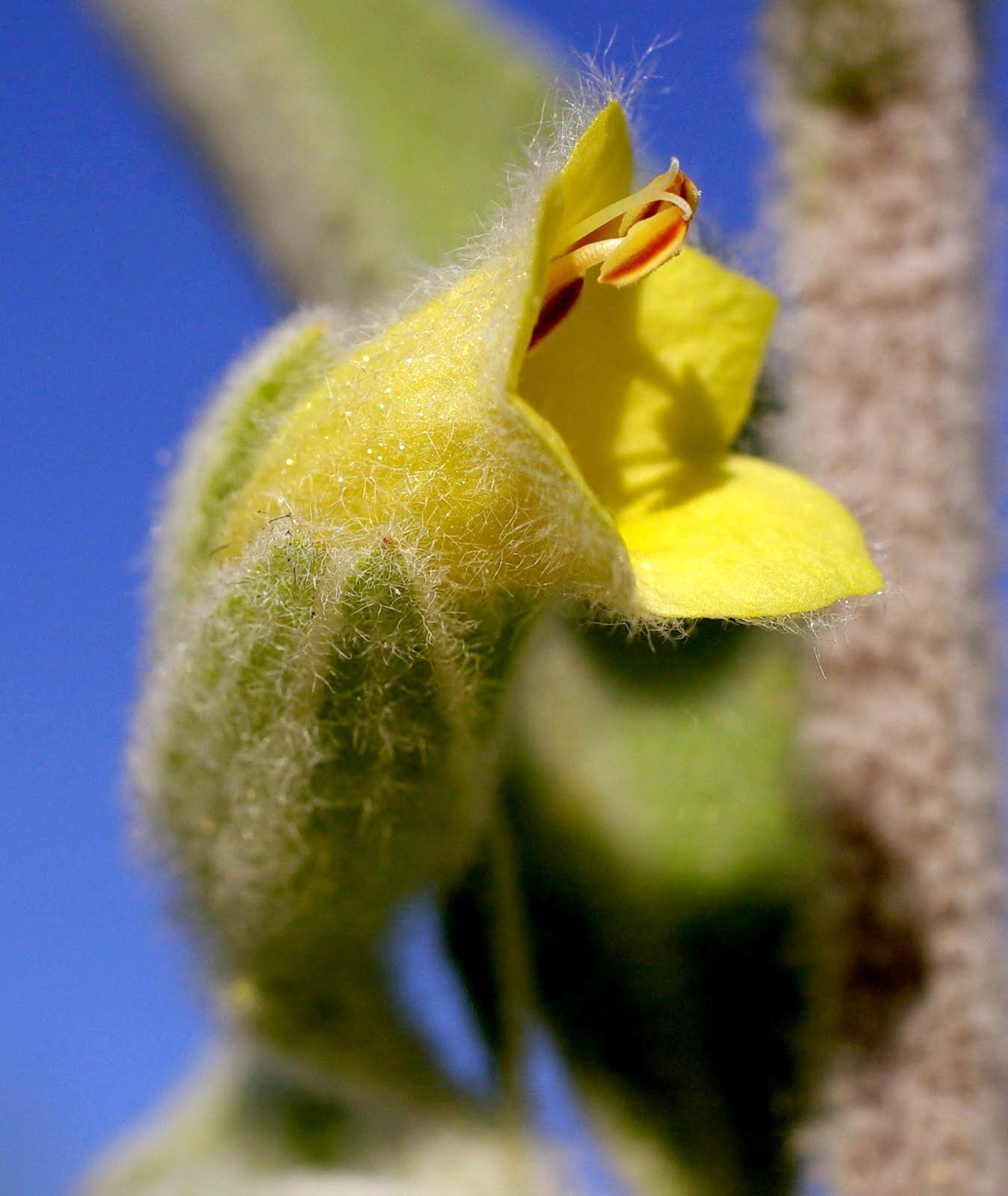
Muniria quadrangula
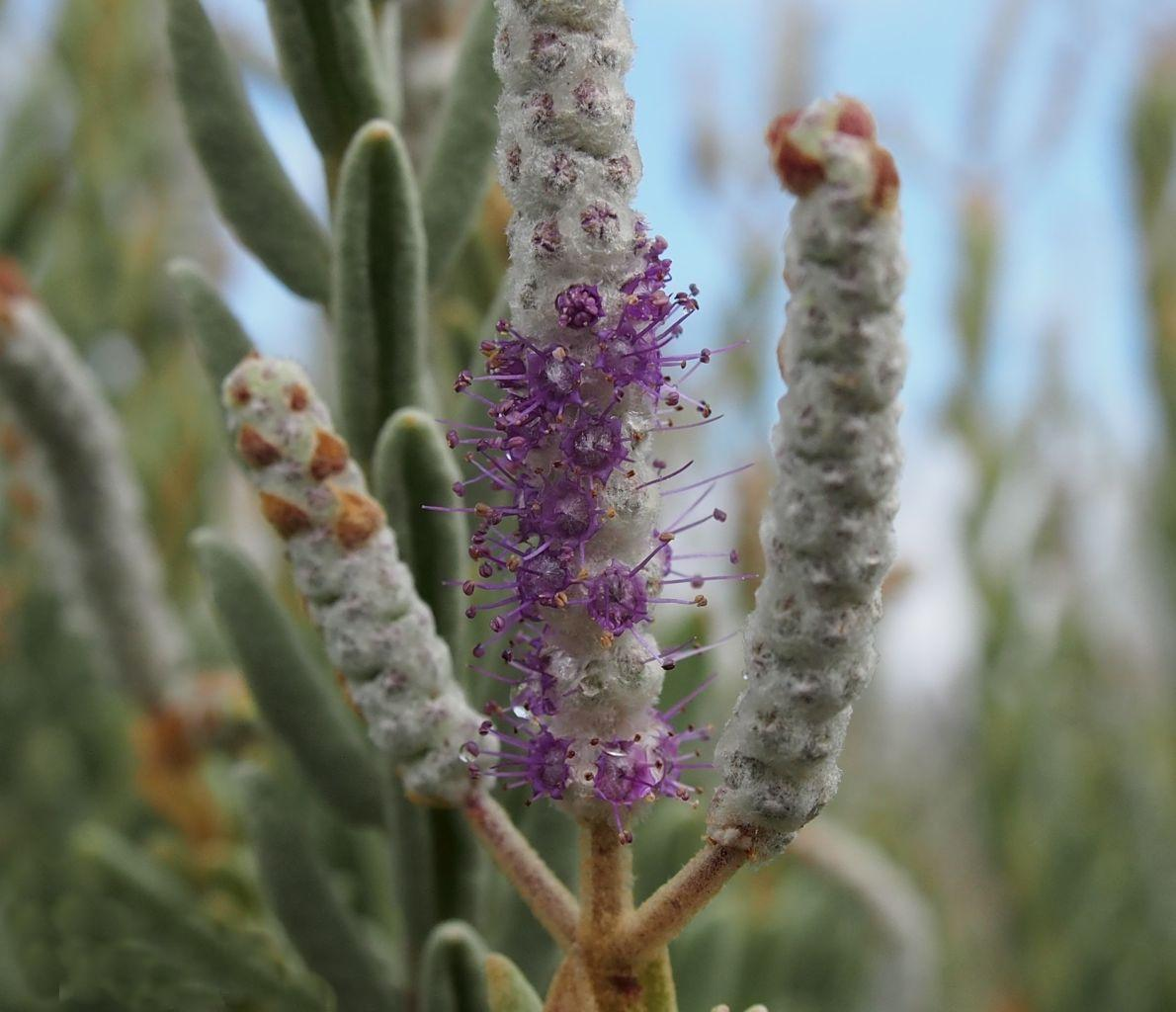
Newcastelia bracteosa
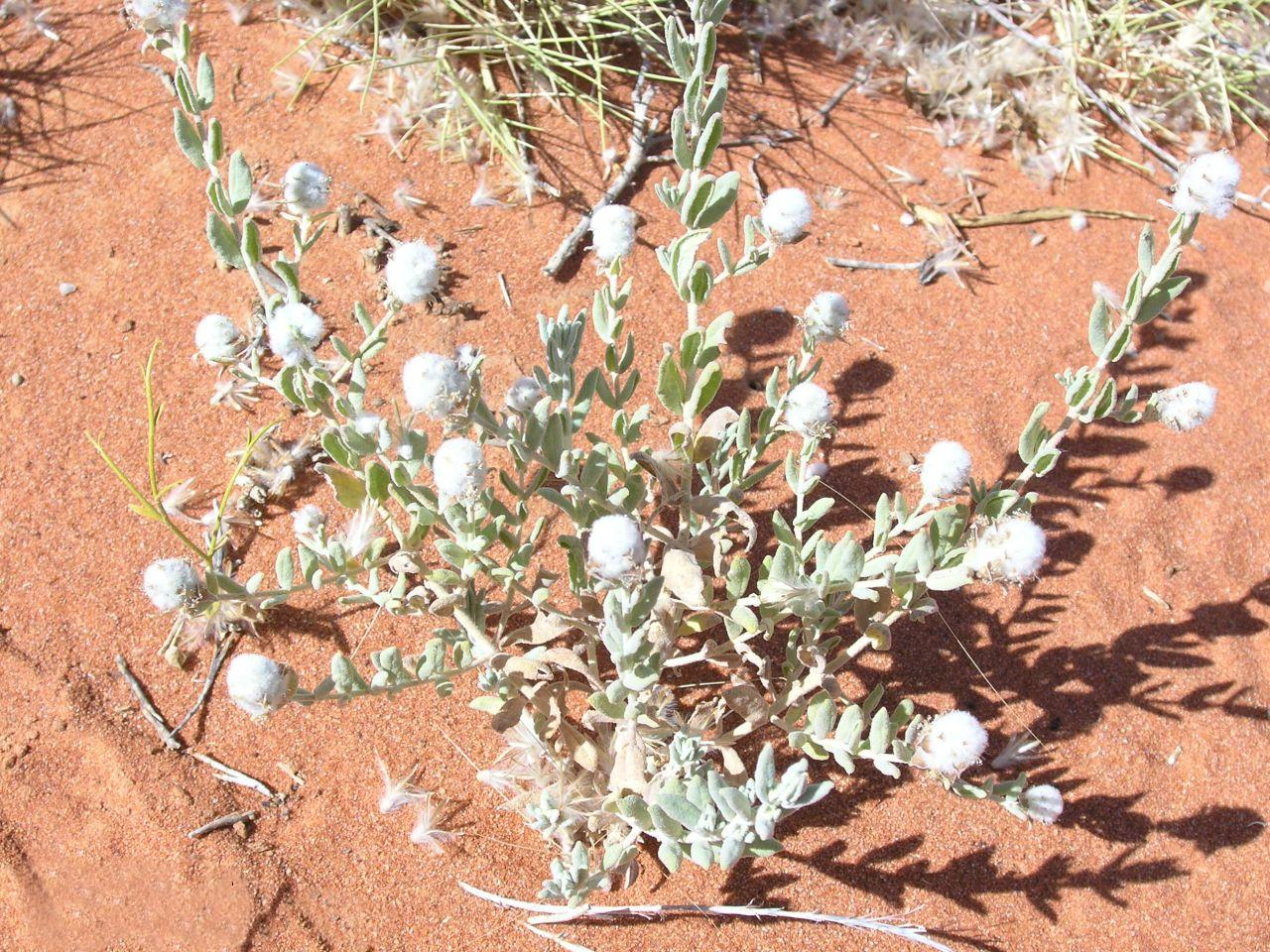
Newcastelia cephalantha
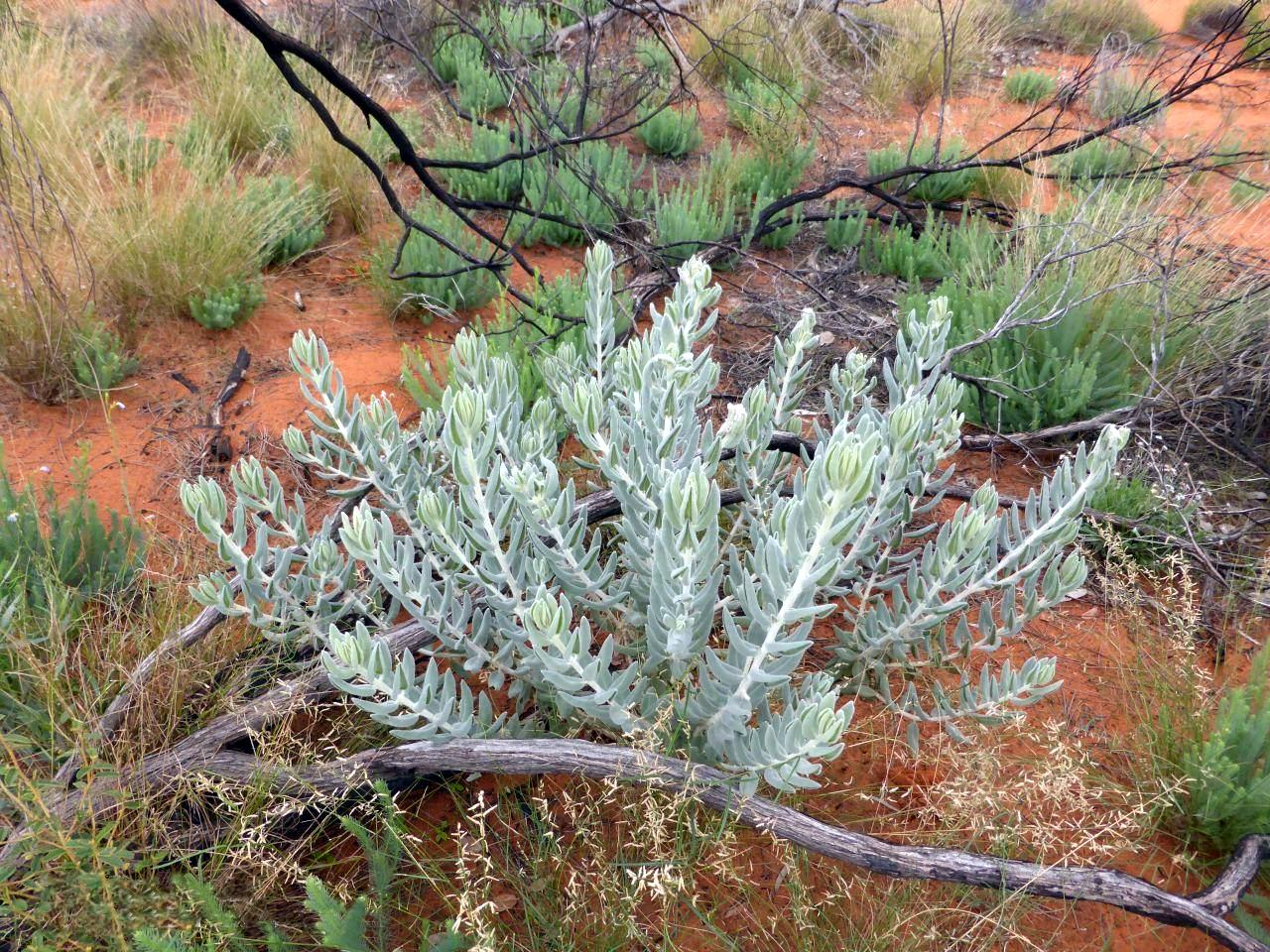
Newcastelia spodiotricha
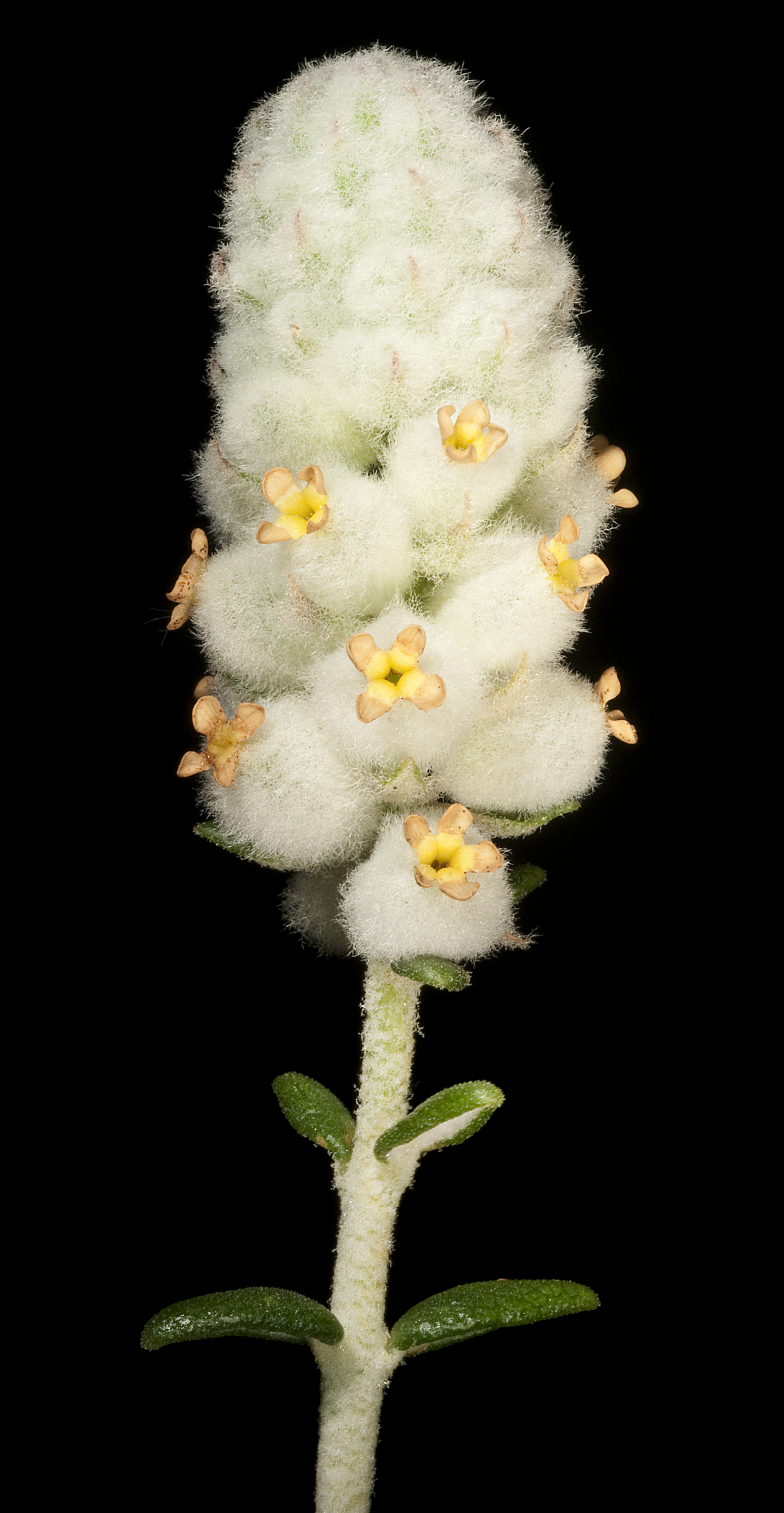
Physopsis spicata
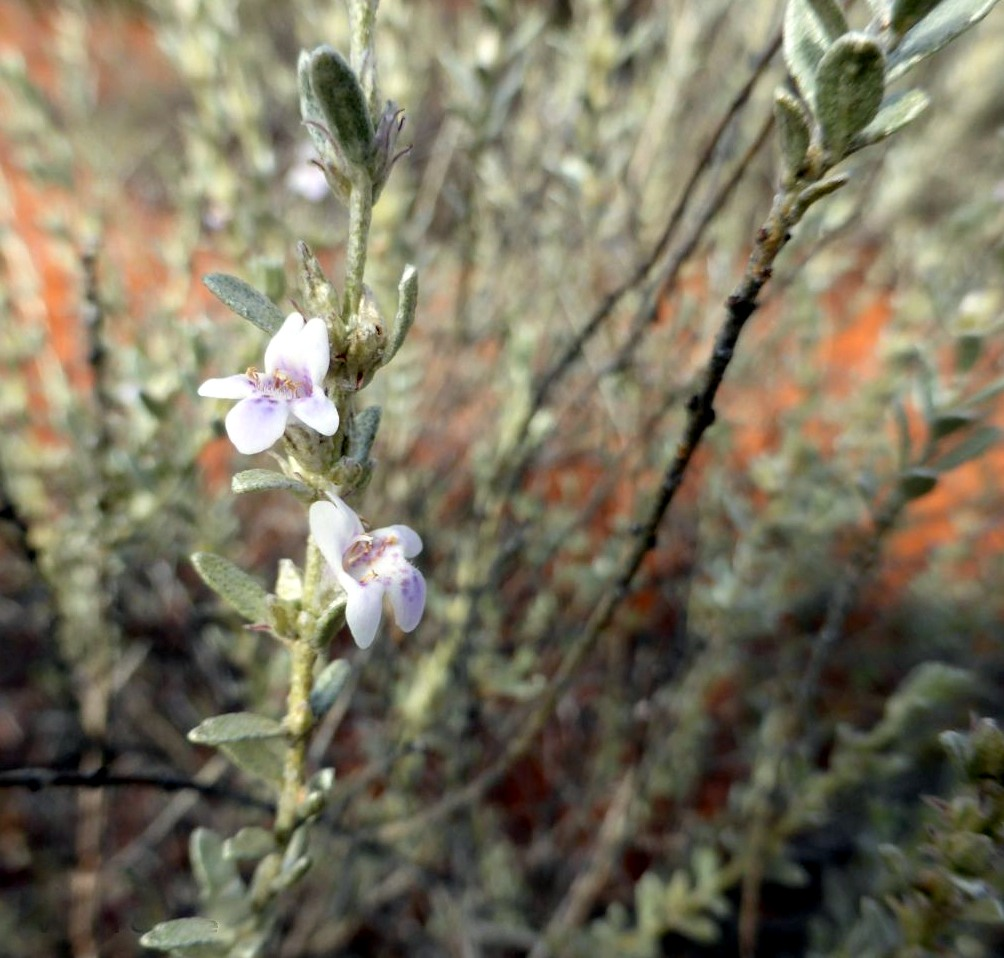
Pityrodia loricata
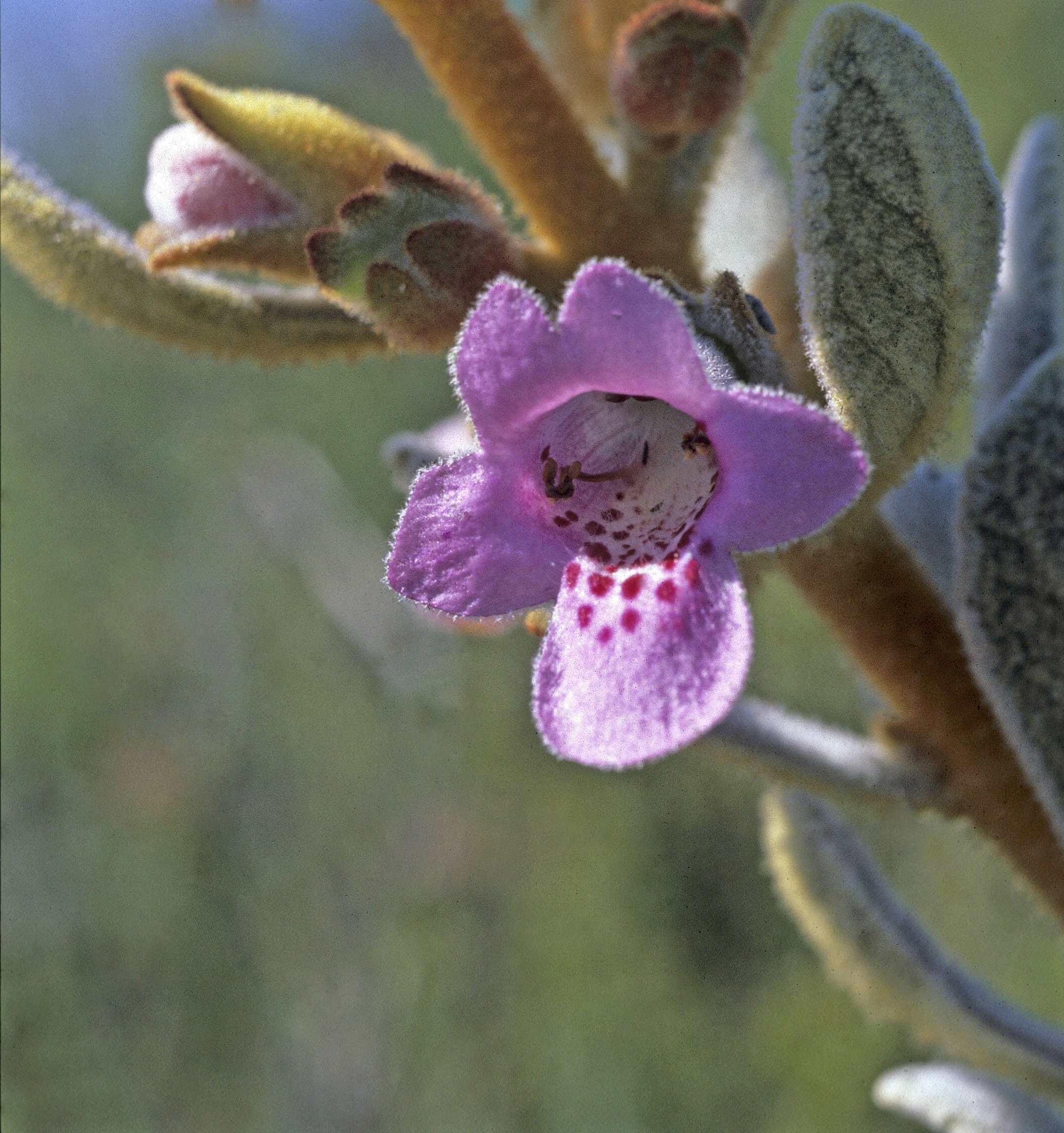
Quoya oldfieldii

### Tribù Westringieae

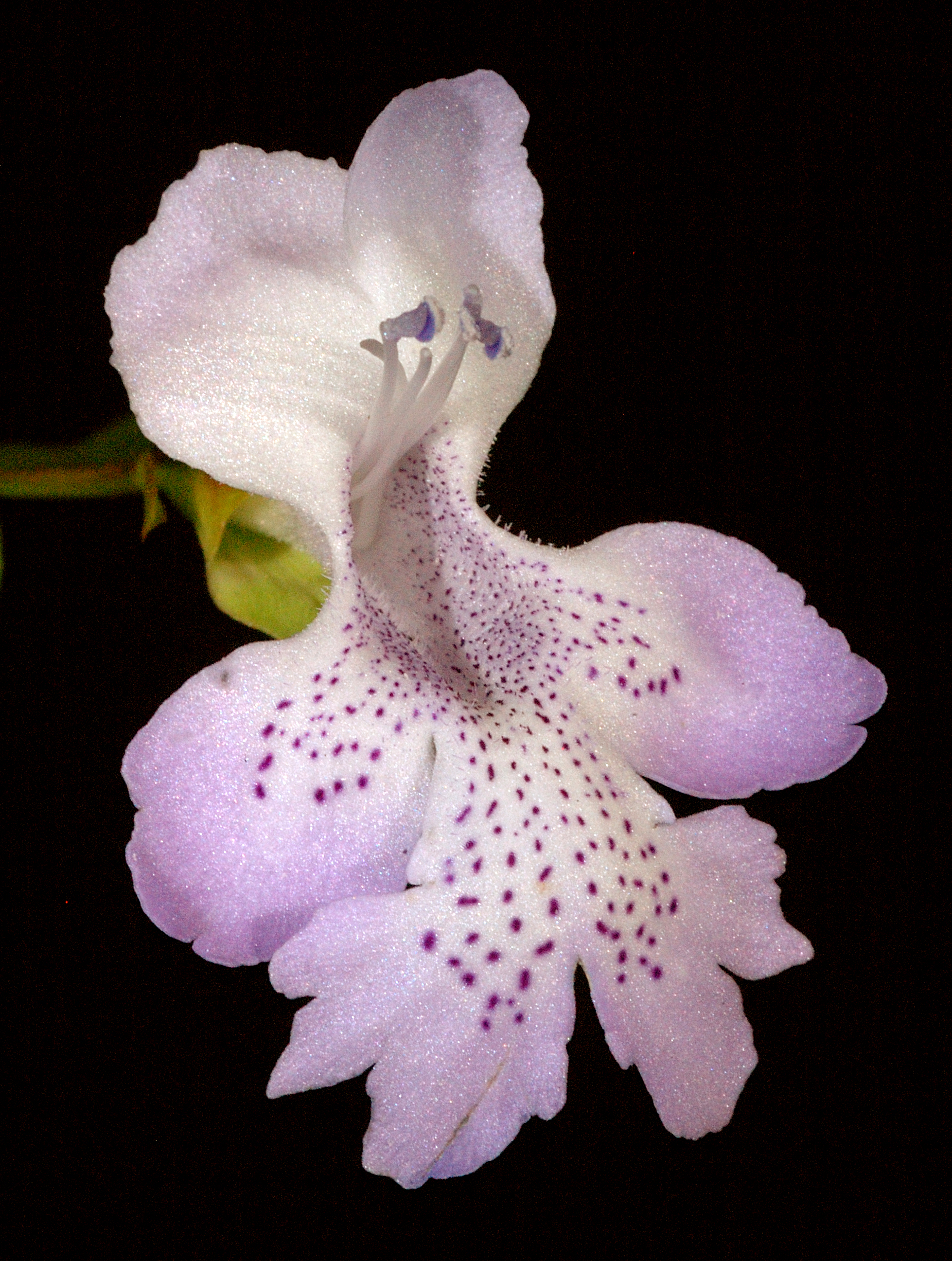
Hemiandra pungens
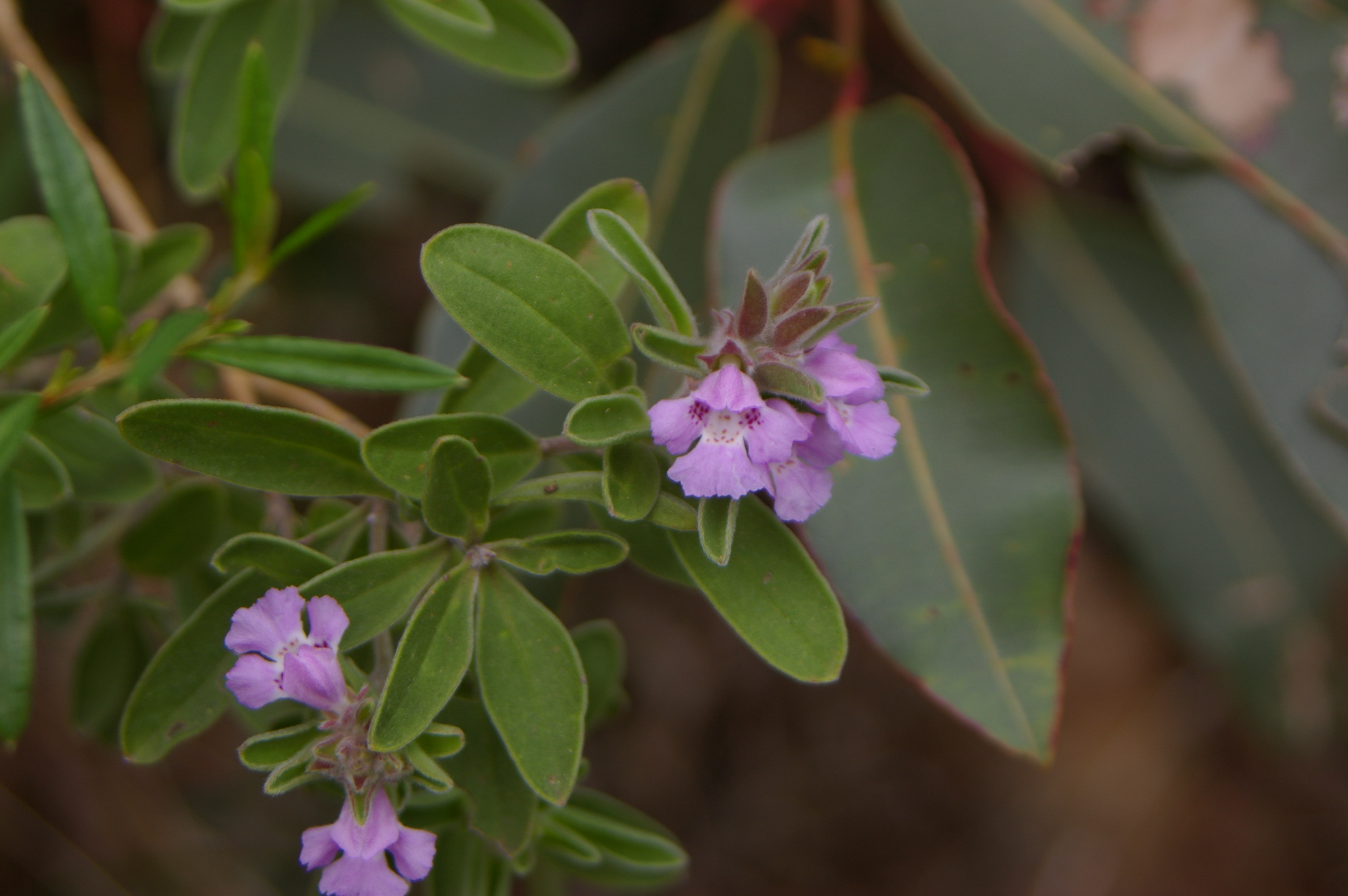
Hemigenia incana
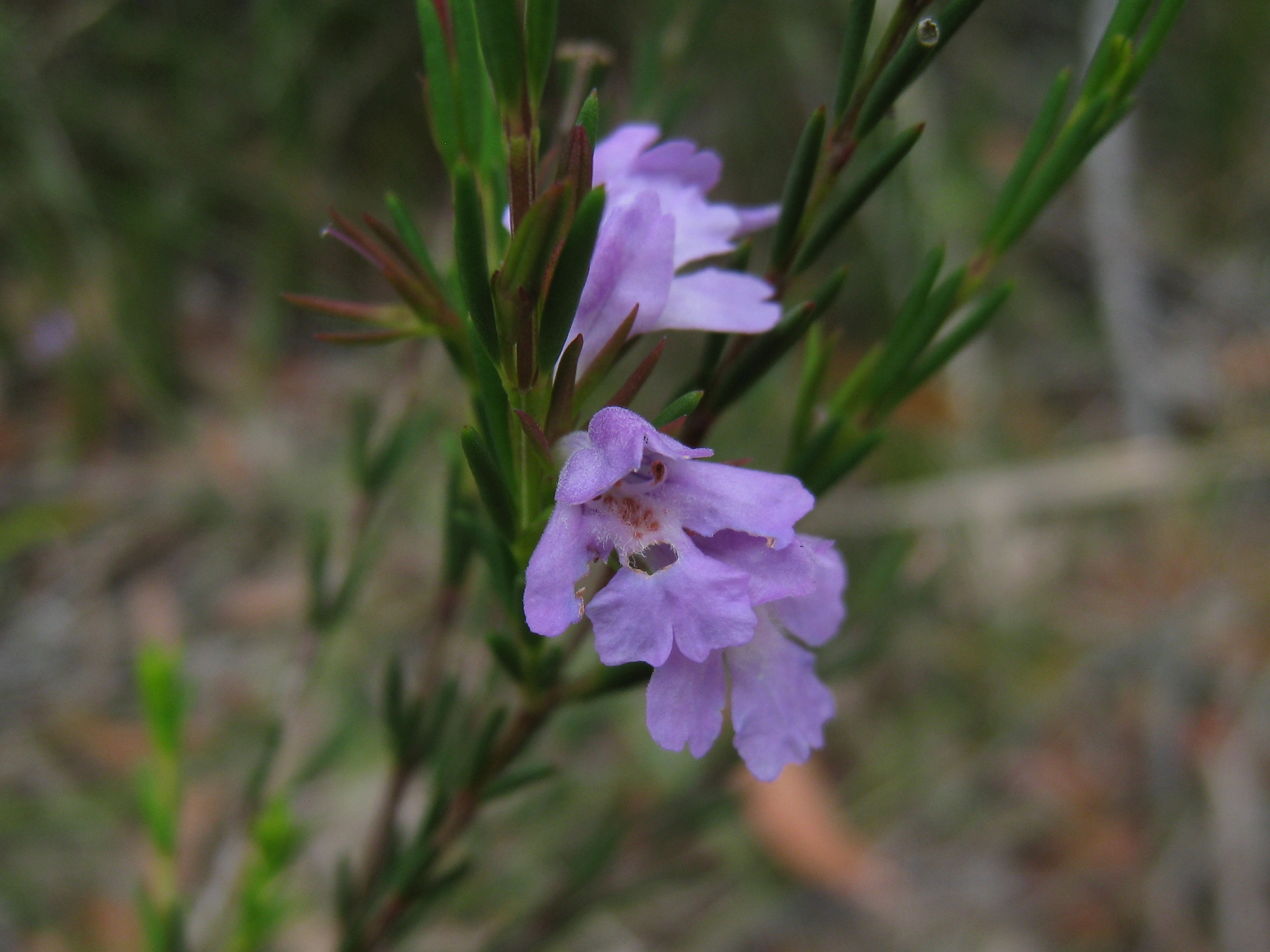
Hemigenia purpurea
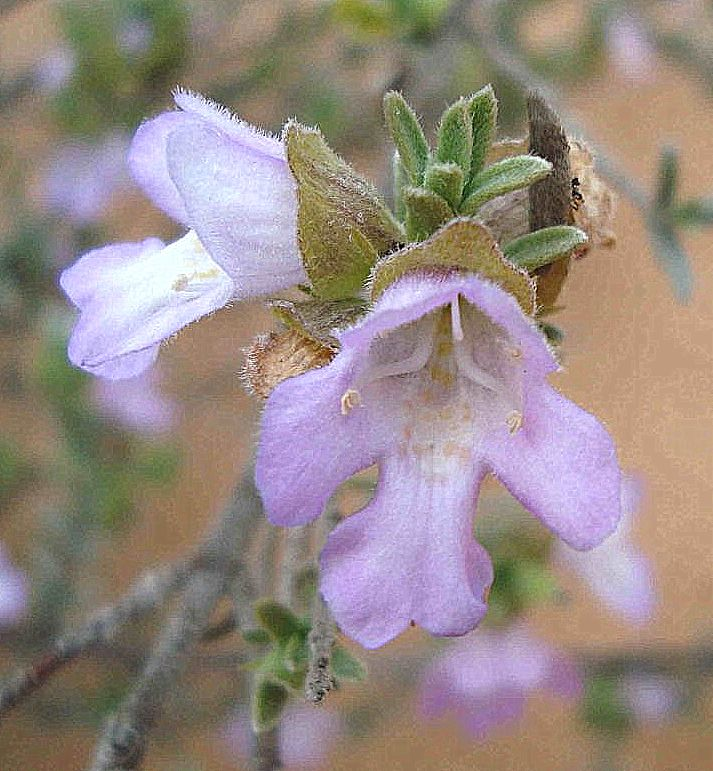
Prostanthera ammophila
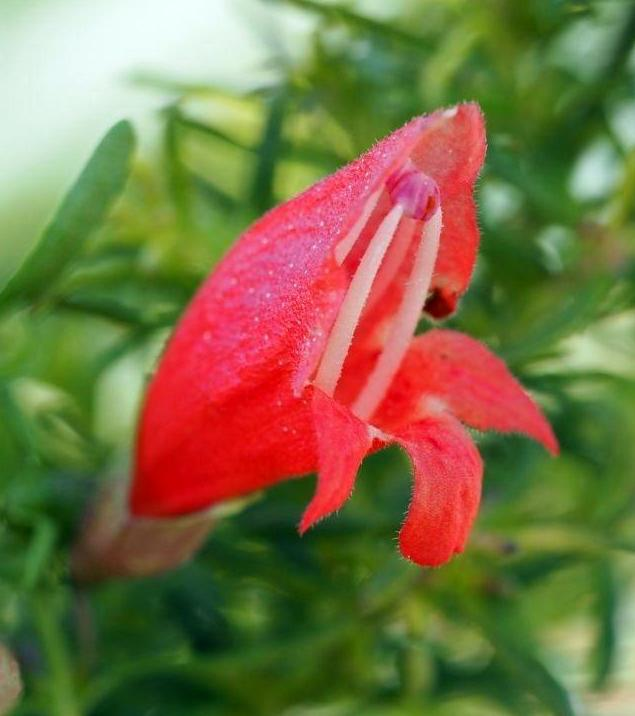
Prostanthera aspalathoides
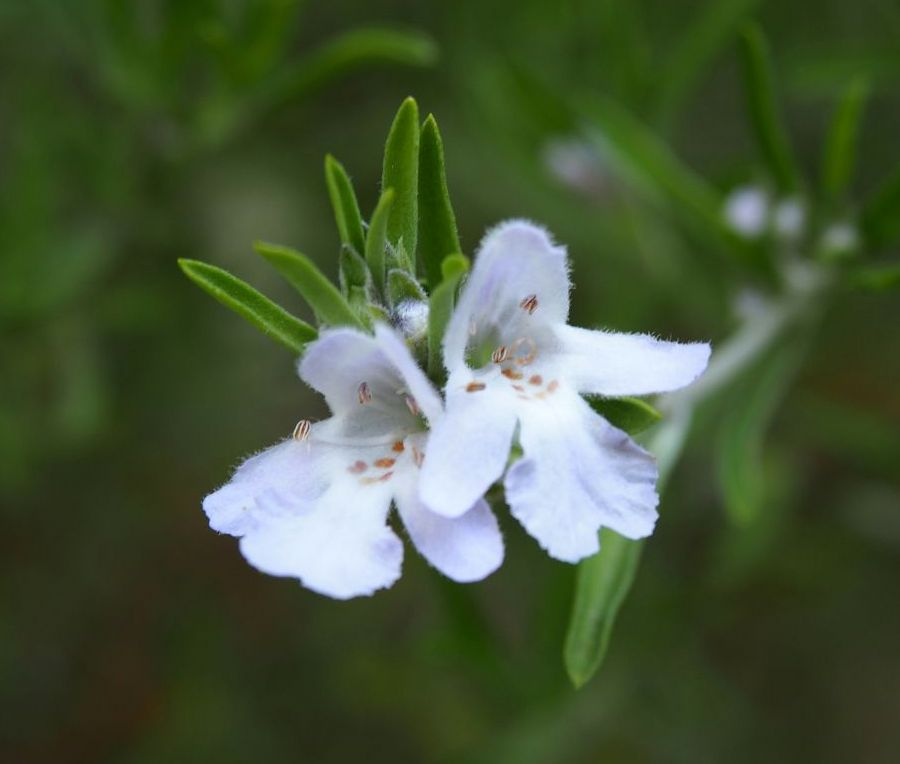
Prostanthera behriana
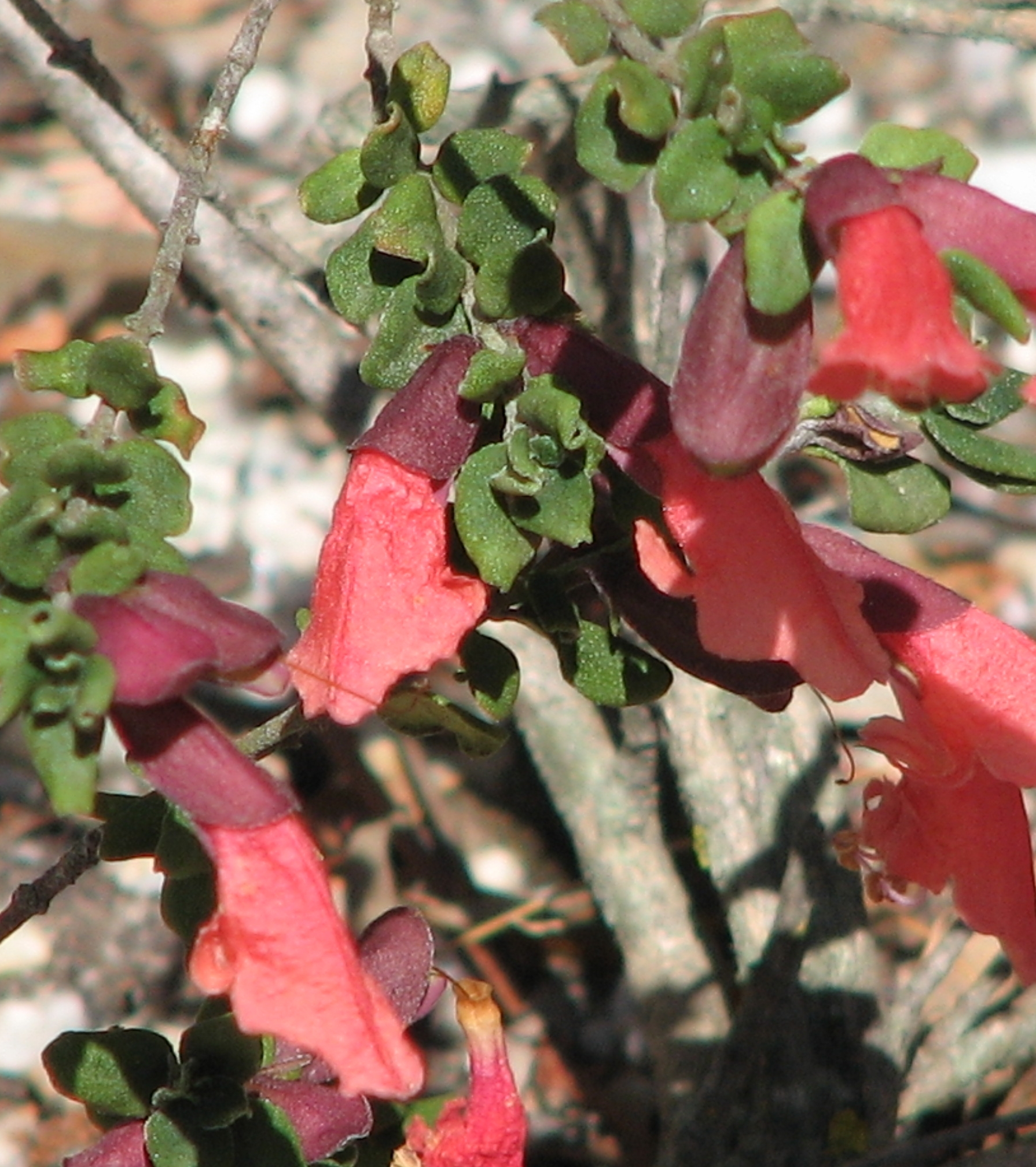
Prostanthera calycina
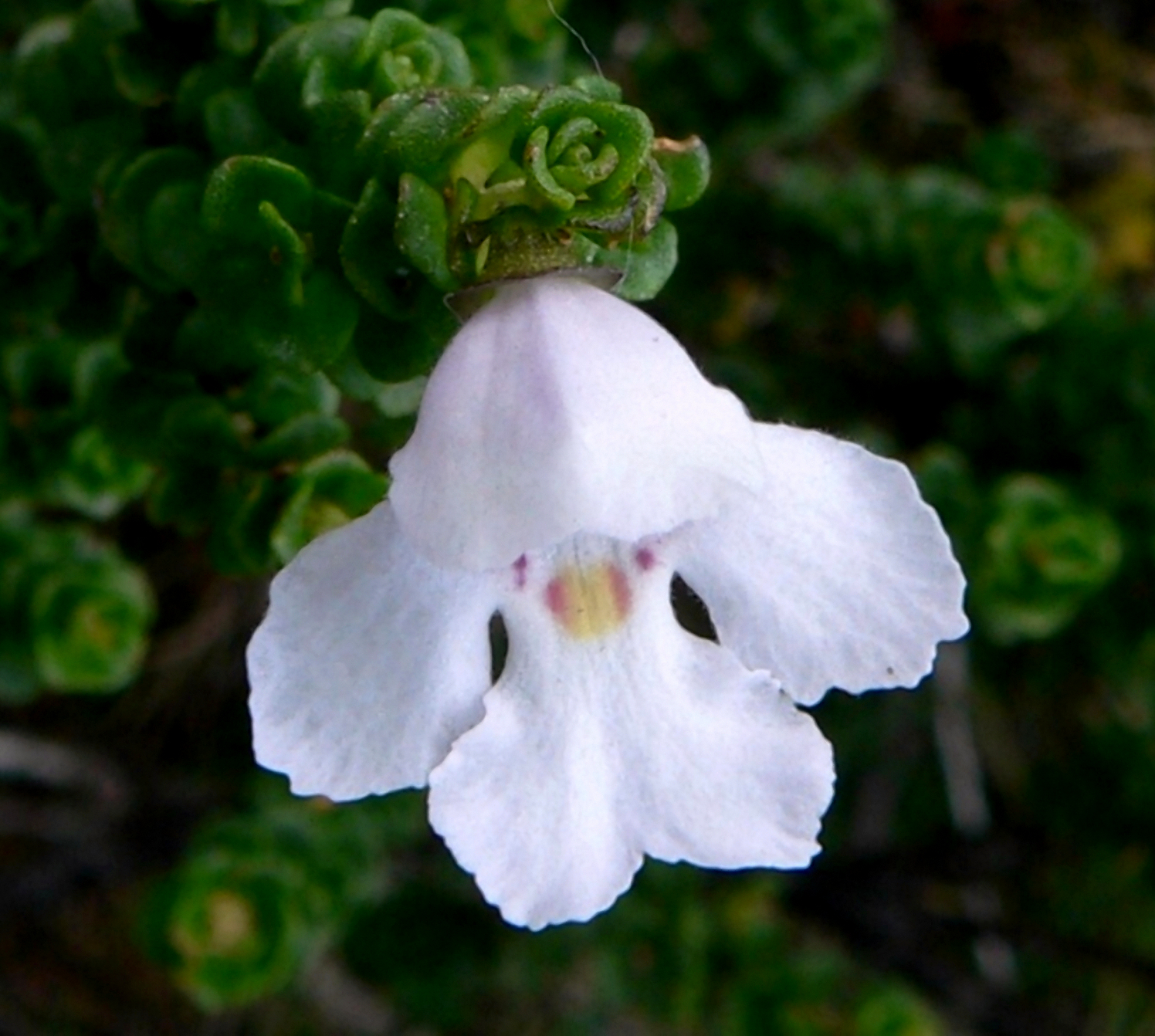
Prostanthera cuneata
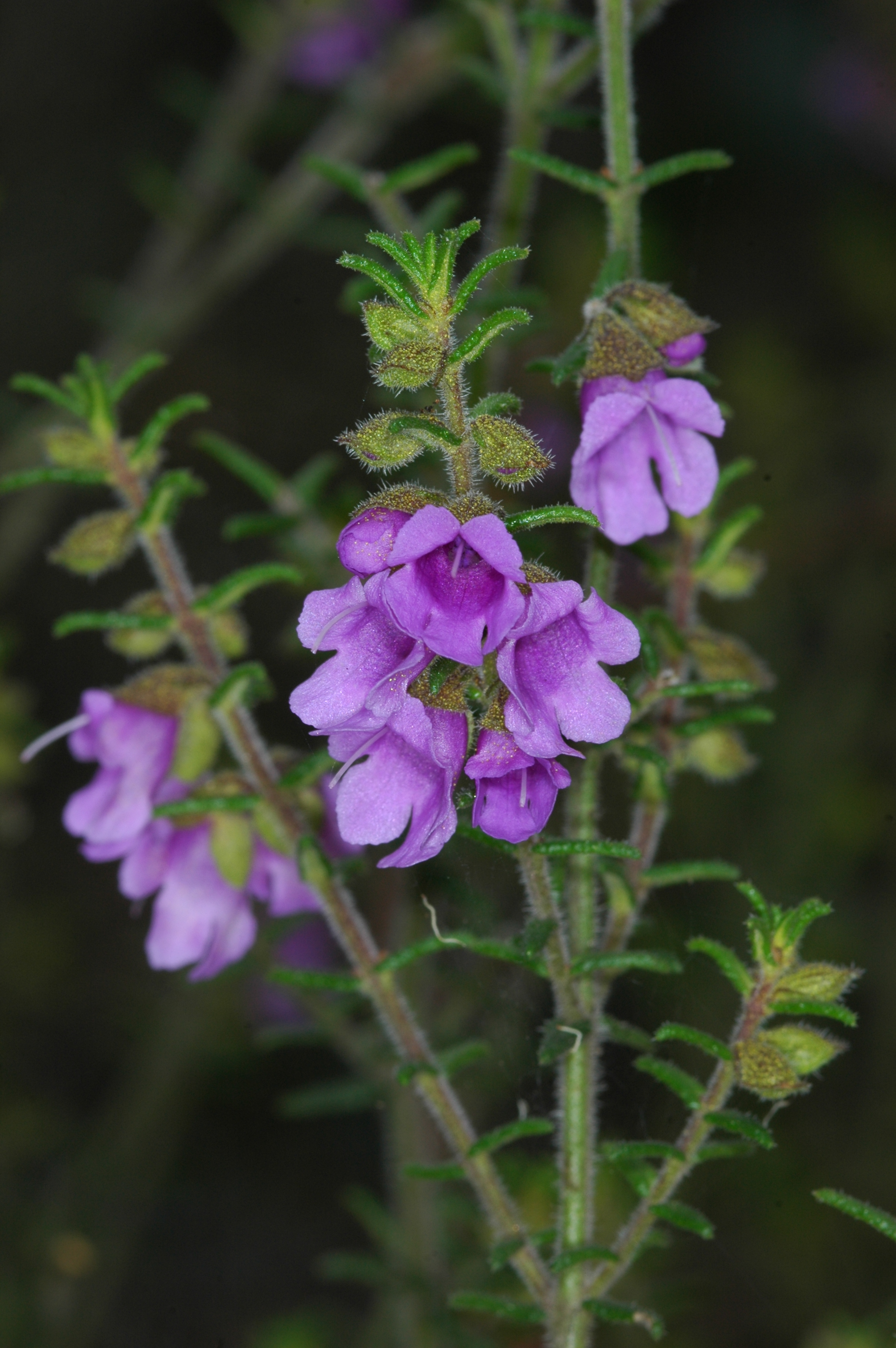
Prostanthera decussata
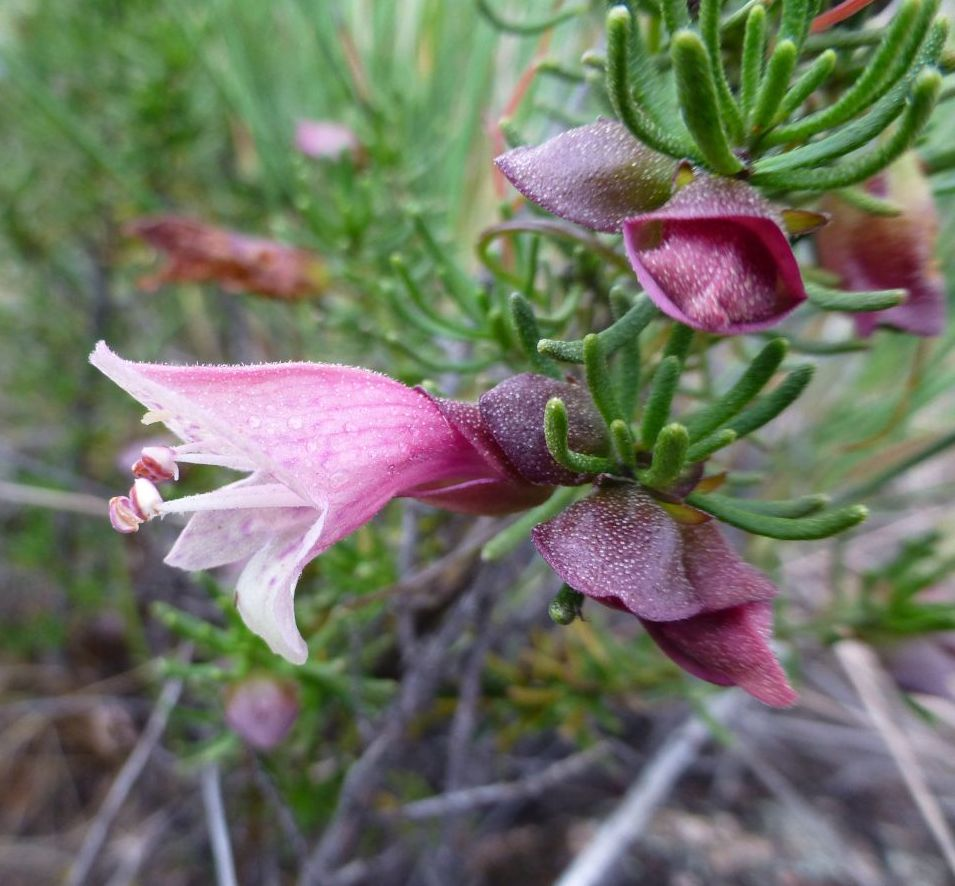
Prostanthera florifera
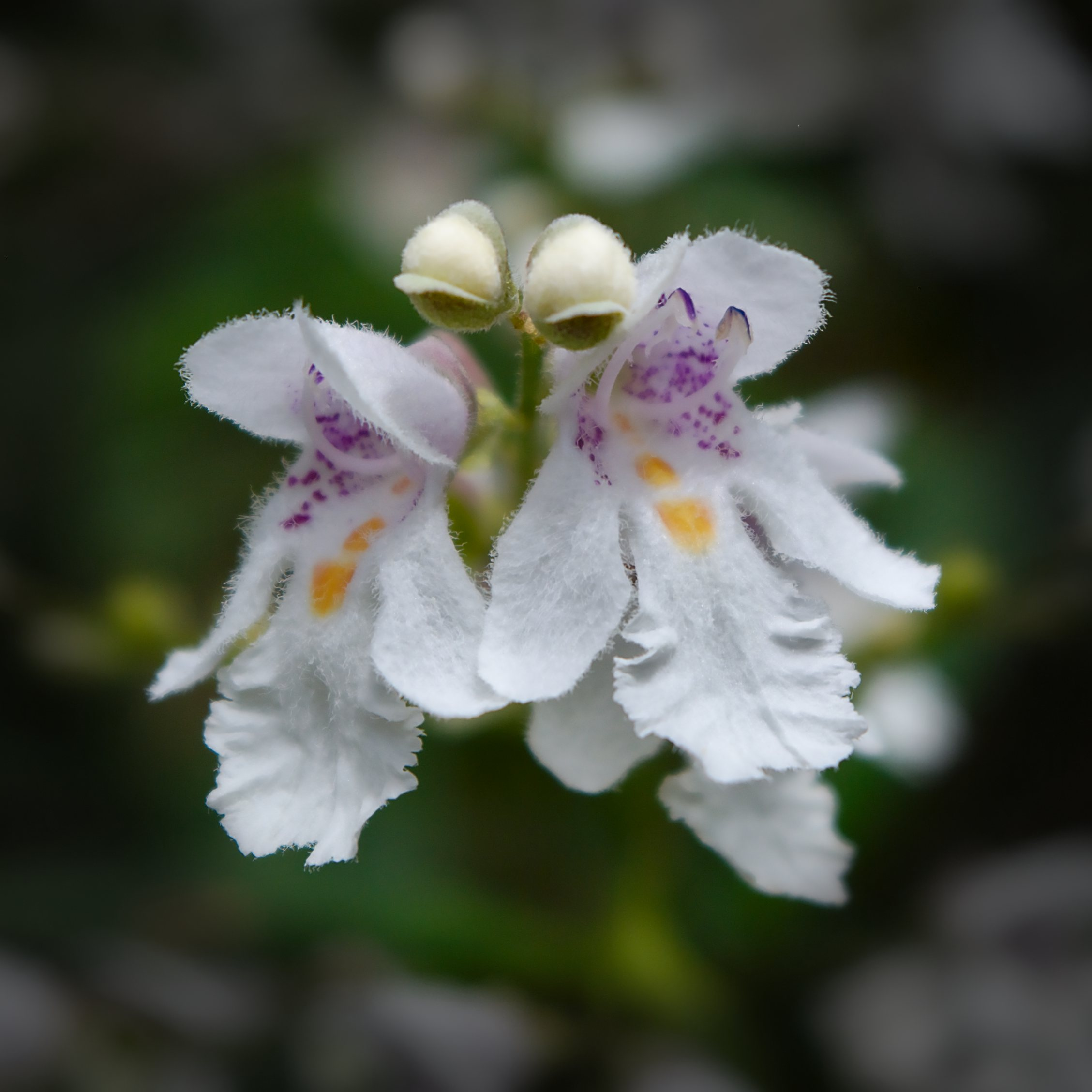
Prostanthera lasianthos
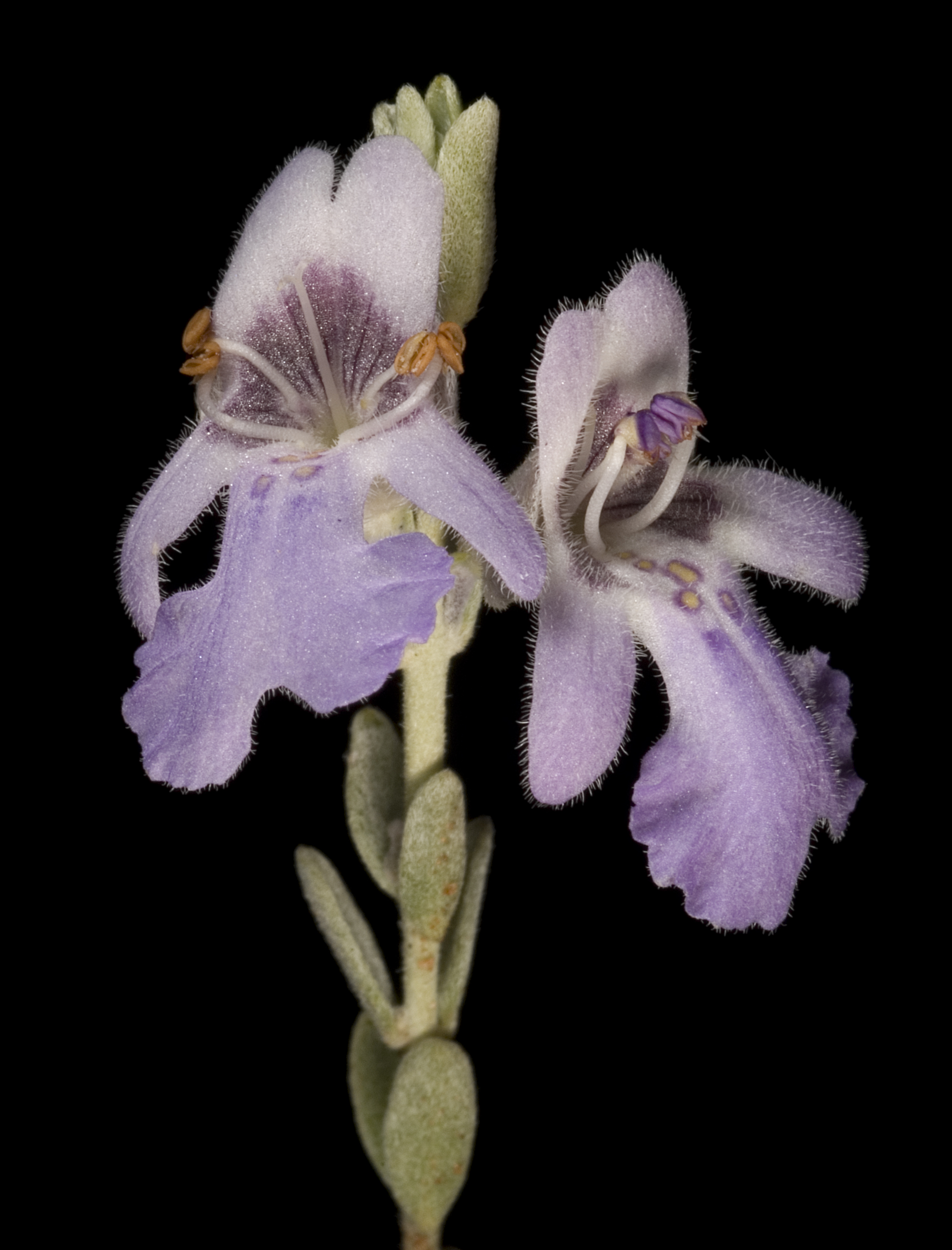
Prostanthera wilkieana
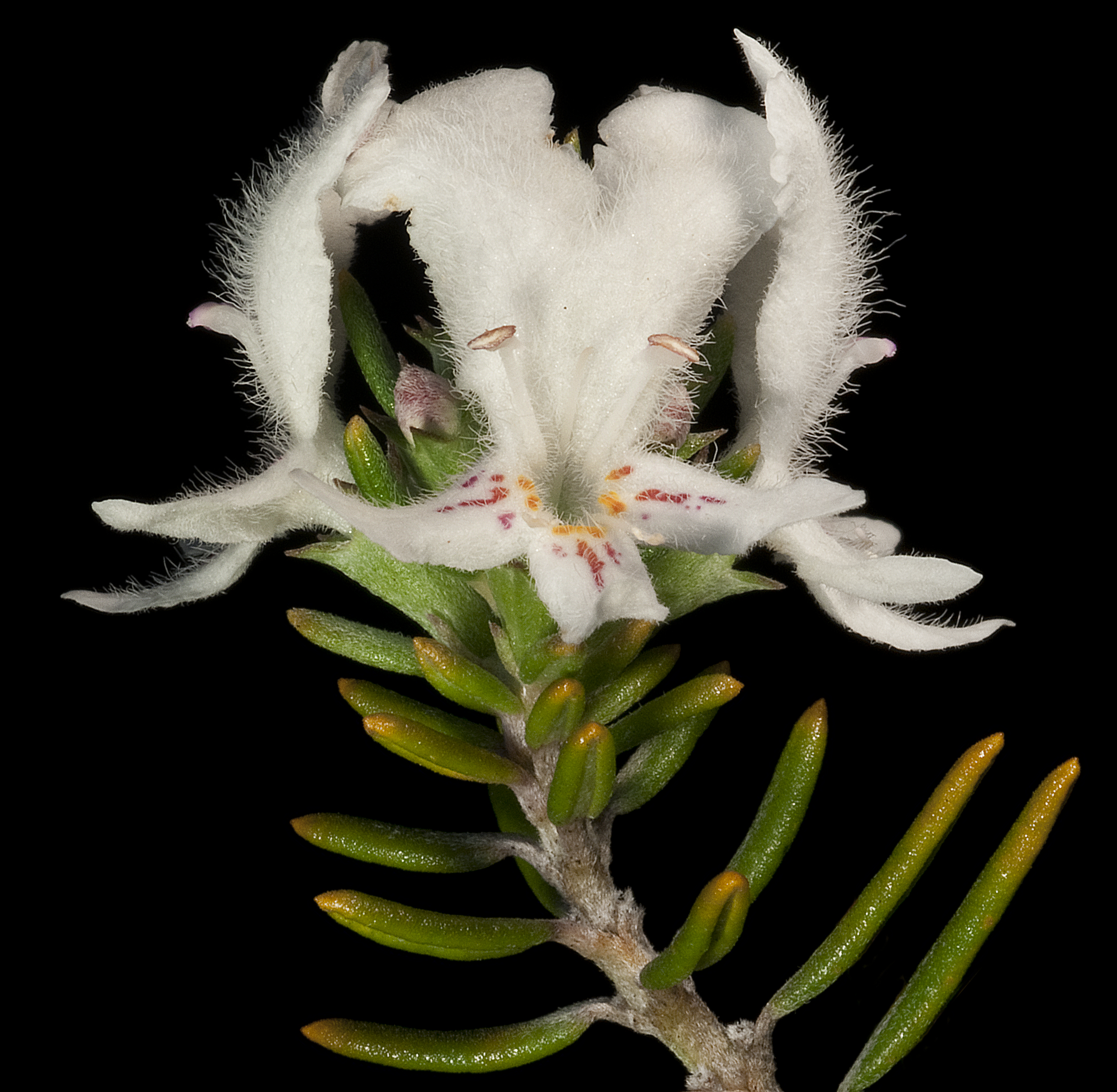
Westringia dampieri
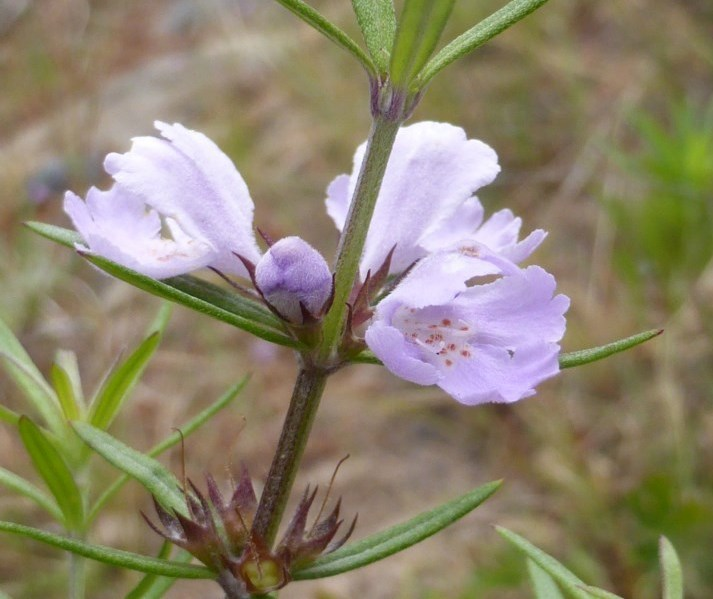
Westringia eremicola
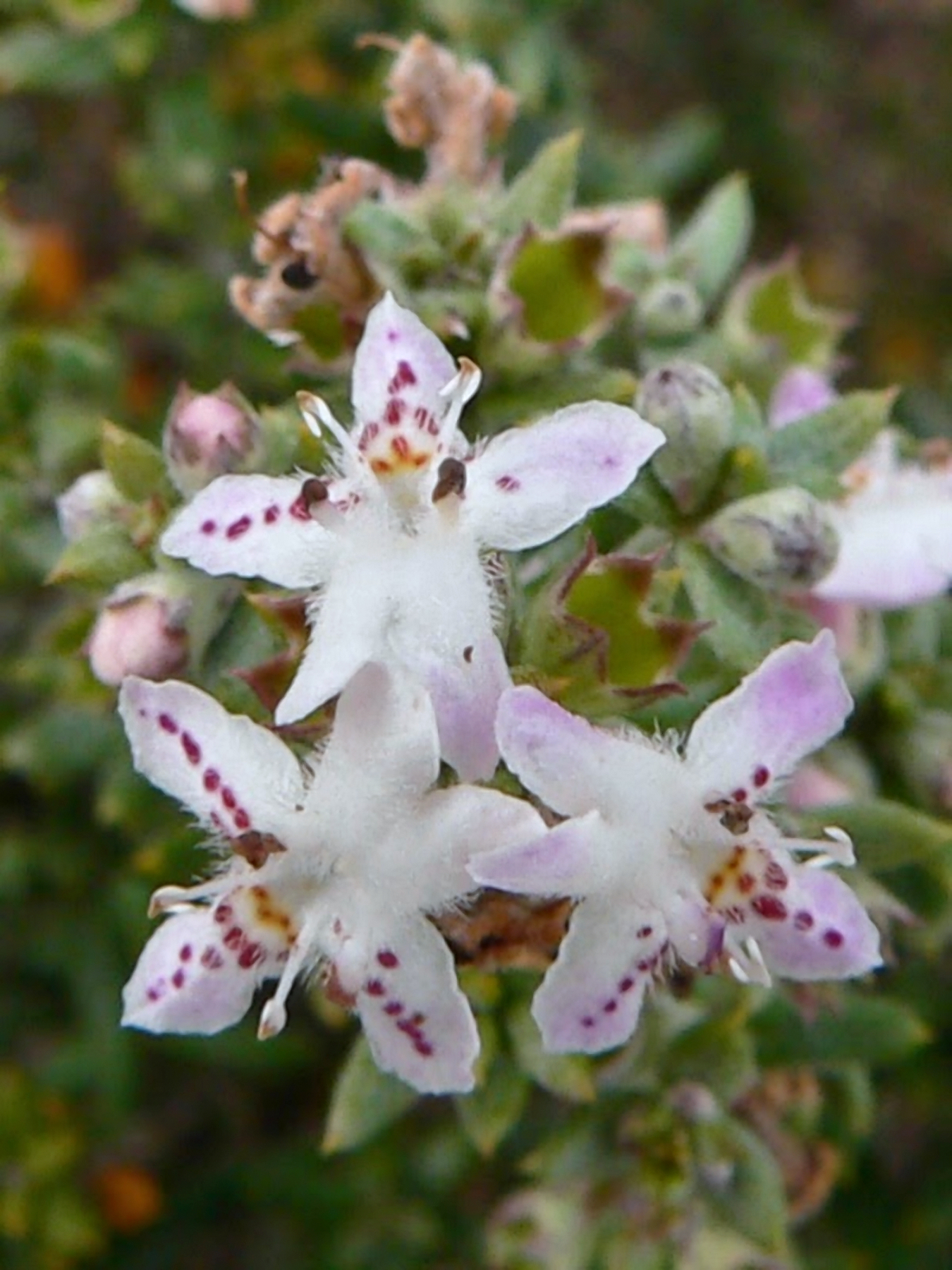
Westringia rigida